# Henri Gouraud (général)
Pour les articles homonymes, voir Gouraud et Henri Gouraud.
Henri Gouraud, né le 17 novembre 1867 à Paris (Seine) et mort le 16 septembre 1946 dans la même ville, est un général d'armée français. Il participe à la colonisation de l'Afrique et du Levant. Pendant la Grande Guerre, il combat en Argonne, aux Dardanelles et en Champagne. Figure importante de l'après-Empire ottoman, il fut Haut-commissaire de la République française au Levant de 1919 à 1922 d'où il diriga les campagnes militaires en Cilicie et en Syrie.
Affilié au parti colonial, c'est un colonisateur actif qui s'inscrit dans le sillage de Gallieni et de Lyautey. Il est davantage connu pour ses quatre années passées en Syrie et au Liban et pour son rôle de commandant en chef de l'armée du Levant, que pour ses vingt années passées en Afrique.
Il a commencé sa carrière militaire en Afrique, où son nom reste étroitement associé à la conquête française du Soudan, de la Mauritanie, du Tchad et du Maroc. Son arrestation de Samory Touré en septembre 1898 marque la fin de la résistance de l'Empire mandingue, parachève la colonisation française de l'Afrique de l'Ouest et attire l'attention sur Gouraud au moment où la France cherche à effacer l'affront de l'incident de Fachoda. Il devient assez rapidement une figure des cercles coloniaux français.
Au cours de la Première Guerre mondiale, Gouraud se distingue sur plusieurs fronts. Gravement blessé aux Dardanelles, où il perd son bras droit et devient, malgré son handicap, un symbole de résilience et de sacrifice des Poilus, devenant une figure emblématique de l'effort de guerre français. Victorieux contre Ludendorff en Argonne, l'avancée qui suivit permit la libération de Strasbourg, la reconquête de l'Alsace-Lorraine et la victoire de la France.
Dans l'après-guerre, Gouraud est nommé Haut-commissaire de la République française au Levant (1919-1922) où il joue un rôle déterminant dans la réorganisation de la région à la suite de la chute de l'Empire ottoman. Il mène des campagnes militaires en Cilicie et en Syrie, et procède, avec Robert de Caix de Saint-Aymour, à une réorganisation du Levant, redéfinissant les frontières du Moyen-Orient. Il est notamment célèbre pour avoir proclamé la création du Grand Liban en 1920.
De retour en France, Gouraud poursuit sa carrière militaire, devenant notamment gouverneur militaire de Paris de 1923 à 1937. À la fin de sa carrière, il apparaît comme un homme de la transition, ayant participé activement à la mise en œuvre de chacun des régimes coloniaux (colonie, protectorat, mandat). Selon Julie d'Andurain, en « acteur et témoin de ces évolutions, Henri Gouraud comprend qu’au temps des colonies succédera celui des empires et des organismes internationaux ». Il assure ainsi le lien avec la génération suivante, celle des hommes comme Georges Catroux et Jules Bührer.
Sa division de la Syrie en plusieurs petits États fondés sur des critères confessionnels constitue une étape significative dans la politique coloniale française au Levant qui visait à diviser les territoires pour mieux les contrôler. Prise dans un contexte de rivalités impériales et de tensions nationalistes, elle est aujourd'hui encore critiquée pour ses conséquences sur la stabilité et l'unité de la région.

## Situation personnelle
Né dans le 17 novembre 1867 au 96 rue de Grenelle, 7e arrondissement de Paris, dans une famille aisée de tradition catholique d'origine vendéenne, il est le fils de Vincent Gouraud (1834-1906), médecin, et de Marie Portal (1844-1918). Il est l'aîné d'une fratrie de six enfants. Henri Joseph Eugène Gouraud fait ses études au collège Stanislas, éducation marquée par la foi.
Appartenant à la génération ayant connu l'humiliation de 1871,, il se trouve rapidement une vocation coloniale. Féru d'histoire, il gagne le 1er prix d'histoire au Concours général en 1887. Après des études préparatoires à Stanislas, il intègre l'école militaire de Saint-Cyr en 1888 en étant classé 180è sur 435, avec la promotion de « Grand Triomphe » dont il sort 55è.
Il sort avec le grade de sous-lieutenant d’infanterie en 1890, et exerce quelques commandements dans l'Est.
Alors qu'il est encore à Saint-Cyr, il visite avec un camarade de promotion l'Algérie, la Tunisie mais surtout Constantine où il ne retrouve pas la tombe de son ancêtre, Auguste Gouraud, saint-cyrien lui aussi qui participa à la colonisation de l'Afrique. Il espère partir outremer mais son père s'y oppose. Henri Gouraud est d'abord affecté au 21e bataillon de chasseurs à pied à Montbéliard.
Choqué par le massacre de la Colonne Bonnier, soutenu par sa mère, il part en 1894 au Soudan français, le long de la boucle du Niger. Il est placé sous la direction d'Ernest Nestor Roume, gouverneur général de l'Afrique occidentale française.
Il est l’oncle du général Michel Gouraud (1905-1991) qui participe au putsch des généraux à Alger en avril 1961.

## Les débuts africains (1894-1914)

### Colonisation du Soudan (1894-1899)
Gouraud embarque le 20 mars 1894 à Bordeaux. À Kayes, il est présenté au Gouverneur qui le nomme adjoint au poste de Kita entre le Sénégal et le Niger. En novembre 1894, il est affecté à la région de Bamako, poste considéré dans la carrière coloniale comme « de prestige » au centre de la colonie française, puis à Bougouni. Entre-temps, le gouvernement français modifie sa politique : la colonisation devient militaire et Gouraud est chargé de monter vers Tombouctou où il est affecté à des charges administratives qu'il déteste.
Le 8 août 1895, lors d'une sortie près de Tombouctou, Gouraud  organise une reconnaissance avec une quinzaine de tirailleurs, à la suite d'attaques régulières contre la caravane près de la dune d’Almadia, non loin de Kabara Il. Gouraud et sa troupe sont attaqués par un groupe d'environ 30 hommes. Il sort victorieux d'un combat inégal, lances contre fusils, et ramène à Tombouctou deux tués et trois blessés ennemis. Convaincu de sa prouesse, le colonel de Trentinian le fait venir près de lui à Kayes.
En février 1896, Henri Gouraud succède au capitaine Porion à la tête du cercle de Bougouni, créé en 1894. Chargé de renforcer l’organisation de ce territoire frontière, il s’inspire des travaux de l'explorateur Binger, adoptant une approche ethnographique et pacifique envers les populations locales. Rappelé à Kayes en juin 1896 après un séjour de 27 mois, il y reste le temps de prendre en charge le bureau militaire, tout en s'adaptant à la gestion administrative.
En novembre 1897, il est inscrit au tableau d’avancement pour le grade de capitaine. Il rentre en France à la fin de l’année, accompagné de la mission Hourst, qui a confirmé la navigabilité du Niger.
À peine arrivé, le jeune capitaine apprend qu’il part en colonne dans la région de la Volta ; il arrive au début décembre 1897 au chef-lieu de la nouvelle région, Diébougou. En janvier 1898, la colonne attaque Bangassi. Le combat est acharné, la position est prise, mais les Français comptent 25 blessés. Gouraud, blessé à deux reprises, est félicité pour sa bravoure et proposé pour la Légion d’honneur.
En février 1898, Gouraud est chargé de commander la compagnie auxiliaire de la Volta, composée principalement d’hommes mal équipés et mal formés, qu'il doit rapidement organiser. Entre-temps, Kong est assiégée par les troupes de Samory, composées de 2000 guerriers. Il rejoint Caudrelier, pour faire face au siège de Kong. A leur arrivée le 24 février, la ville est partiellement détruite et les assiégés, privés d'eau, accueillent Gouraud en héros.

#### La capture de Samory Touré

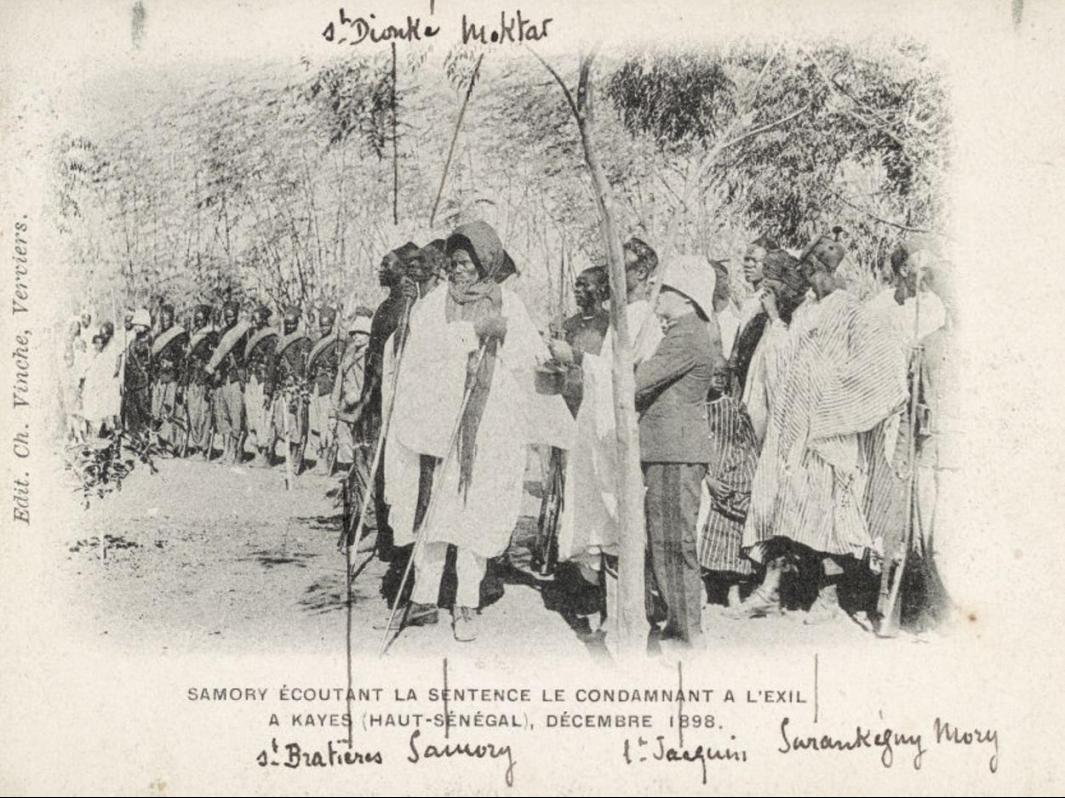
L'Almamy Samory Touré écoutant la sentence le condamnant à l'exil Kayes, Mali (Décembre 1898)

À leur arrivée à Kong, les Français découvrent l’échec de la mission Morisson : le capitaine Morisson, envoyé en mission à Sikasso pour surveiller le roi Babemba Traoré, a été humilié. Cet incident pousse la France à organiser une expédition punitive contre Babemba. Gouraud, chargé de garantir le ravitaillement et d'établir une ligne de postes pour couper les liens entre Samory et Babemba, participe aux attaques sur le chemin, dont celle du village de Kourma le 13 avril 1898. L’objectif est d’isoler Sikasso et de soumettre Babemba.
La décision de mettre fin à Samory a été prise après le guet-apens de Bouna, une attaque contre la colonne Braulot, qui a mis en lumière la responsabilité de l'un des fils de Samory, Sarankémory. Le gouvernement français interprète cet incident comme une trahison ou un refus de négocier et décide de répondre militairement. Samory Touré, chef mandingue et résistant à la colonisation française, avait fondé un empire au sud du fleuve Niger. Samory, à la tête d'une colonne de 40 000 personnes, est contraint de fuir après la perte de Kong et de Sikasso. La situation de son armée se détériore en raison de la faim, des maladies et du manque de ravitaillement.

En septembre 1898, des renseignements indiquent que Samory est en fuite et Gouraud décide de le poursuivre dans la forêt vierge. Le 28 septembre 1898, la reconnaissance de Gouraud arrive sur le campement des femmes de Samory, abandonné depuis quelques jours ; les français apprennent que Samory semble prêt à se soumettre. Gouraud élabore un plan d'attaque pour capturer Samory à Guélémou en exploitant l'effet de surprise, avec pour objectif de l'intercepter sans combat direct. Le plan d’attaque de Gouraud est précis : il divise sa troupe en cinq sections, avec des objectifs spécifiques pour chacune. Il insiste sur l’interdiction d'ouvrir le feu, dans l’espoir de capturer Samory sans le tuer, de façon à éviter qu’il ne devienne un martyr. La mission se poursuit avec la discrétion nécessaire pour empêcher toute fuite de l’ennemi et maintenir la surprise pour la capture.

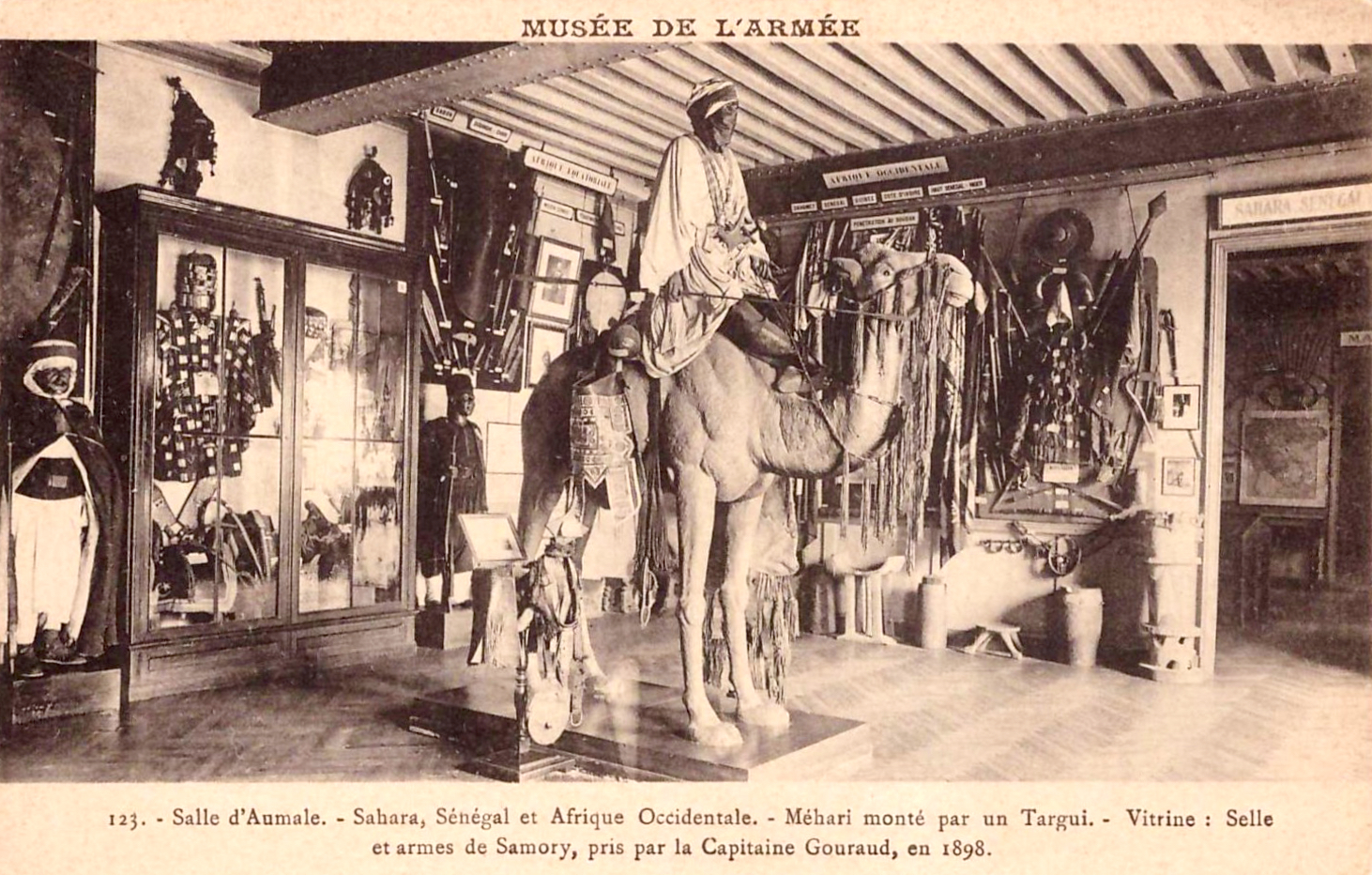
Musée de l'Armée, Salle d'Aumale. Selle et Armes de Samory, pris par Henri Gouraud, en 1898.

Le 29 septembre 1898, la troupe de Gouraud surprend l'arrière-garde de Samory à Guélémou et pénètre dans le camp à 8 heures du matin. La surprise est totale : Samory, qui lisait le Coran, tente de fuir en direction de Touba sans prendre d'armes. Il est repéré par le caporal Tounaka et poursuivi par le sergent Bratières et d'autres tirailleurs. Samory est finalement capturé.
Arrêté et déporté au Gabon, il meurt deux ans plus tard. Le « trésor de Samory », saisi lors de sa reddition, est évalué à 200 000 ou 300 000 francs de l’époque et remplit douze caisses. Ces artefacts sont aujourd’hui conservés en partie au musée de l’Armée.

#### L'intronisation aux cercles coloniaux
Décoré et promu, ce jeune lieutenant rentre à Paris avec une reconnaissance grandissante. Il est  entouré de figures influentes comme le général Gaden et Georges Mangin. Il est autorisé à donner des conférences sur ses exploits, notamment à la Société de géographie. Il y rencontre des personnalités : le capitaine Jean-Baptiste Marchand et le gouverneur Binger.
En 1900, la révolte des Boxers en Chine provoque un appel à recrutement. Gouraud sollicite une affectation. Le général Voyron lui fait savoir qu’il doit choisir entre rester en France ou permuter pour intégrer les troupes coloniales, comme c'est stipulé dans la loi sur les troupes coloniales récemment votée. En août 1900, après avoir négocié avec le chef de bataillon Georges Léon Masson, il décide de demander sa mutation dans « la Coloniale », tout juste reconnue comme une armée à part entière.
Au cours de l’été 1899, Gouraud fait la connaissance d'Eugène Étienne, un ardent défenseur de la colonisation française et influent dans le milieu politique. Les compétences d’Henri Gouraud l'intéressent:  il cherche à disposer d’une équipe d’officiers serviables et obéissants. Il estime Gouraud trop bon « Africain » pour le laisser partir en Asie. Il le recommande pour une mission pionnière : organiser le IIIe Territoire militaire, entre le  Niger et le Tchad actuels, autour du chef-lieu de Zinder.
Gouraud se lie également avec des figures influentes du monde colonial : Joseph Gallieni et Hubert Lyautey, partisans d’une colonisation plus modérée et « édificatrice ». Séduit par leurs idées, il rejoint peu à peu le cercle restreint des partisans d'une colonisation réformée. Cette intégration se renforce lors d’une conférence en mai 1899, où il rencontre des personnalités influentes du lobby colonial, tels que le prince Auguste d'Arenberg ou Eugène Étienne, futurs fondateurs du « Parti colonial », mouvement prônant la colonisation de l'Afrique.

### Colonisation dans le Sahara (1899-1911)

#### Le IIIème Territoire militaire (1900-1904)
Le 5 octobre 1900, Henri Gouraud embarque pour l’Afrique, alors qu’une épidémie de fièvre jaune sévit à Dakar, port principal du Sénégal. Le gouverneur général Noël Ballay, ancien médecin de la marine, lutte contre l’épidémie et réoriente l’expédition vers la Côte d’Ivoire. Ce long voyage permet à Gouraud d’étudier les dossiers, notamment celui du budget du territoire, et le recrutement d'hommes pour imposer la colonisation.

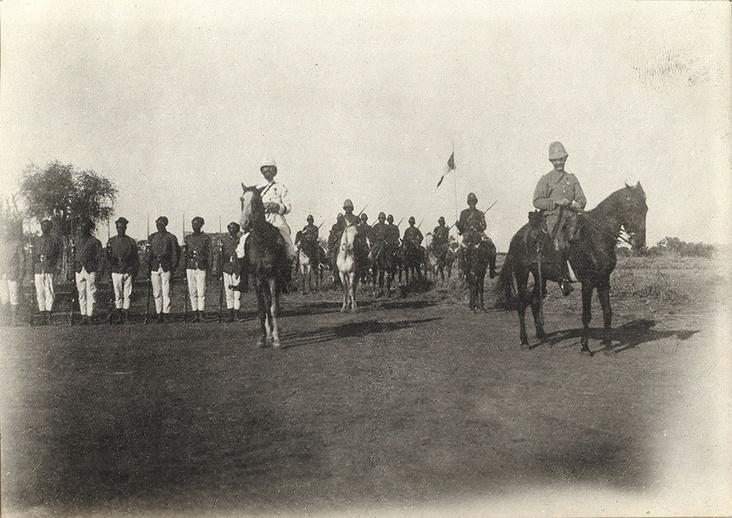
Le commandant Gouraud et le lieutenant colonel Péroz à cheval.

Le territoire est particulièrement difficile à gérer en raison des restrictions imposées par le traité de 1898. Ce traité crée une zone d’influence britannique autour de Sokoto, et interdit aux Français d’y pénétrer. Pour assurer la police du Sahara, les officiers français doivent trouver de nouvelles routes, en tenant compte des puits dans cette zone désertique.
Selon la stratégie de « conquête pacifique  »préconisée par Lyautey, Gouraud et ses collègues montrent leur force sans l’utiliser, et obtiennent la soumission des Oulliminden, un groupe Touareg, en mars 1901.
Malgré la soumission de 200 villages, Gouraud constate une recrudescence de l’agressivité des tribus Kel Gress après le départ de la colonne Péroz. Ces tribus attaquent des convois, volent du courrier et mènent des attaques rapides. Le 12 avril 1901, Gouraud apprend qu’un groupe nomadise à 50 kilomètres de Sorbo-Haoussa ; il décide une attaque surprise, inspirée de sa tactique réussie à Guélémou. Il met sur pied une marche de nuit avec une colonne d’une centaine de soldats, pour surprendre les Touareg au petit matin. Gouraud pense avoir brisé leur résistance, et en octobre 1901, une fraction des Kel Gress se soumet, acceptant les mêmes conditions que les Oulliminden.

##### Administration du IIIème Territoire
En 1901, le lieutenant-colonel Péroz , « cassé » par son autorité de tutelle à cause d’une rivalité avec les Anglais, cède à Gouraud le commandement du IIIe Territoire militaire. En partant, Péroz recommande Henri Gouraud à ses supérieurs : « C’est un discipliné, dans toute la force du terme. Vous aurez en lui plus tard un général obéissant en pensées et en faits.  ».

Le IIIe Territoire s'avère particulièrement inadapté aux nécessités du terrain et aux besoins logistiques des troupes françaises. Les territoires français sont des enclaves séparées par de vastes étendues désertiques, les routes essentielles reliant le Niger à Zinder et au lac Tchad passent dans les zones contrôlées par les Britanniques. Cela rend difficile le déplacement des troupes et l'approvisionnement des postes militaires, qui dépendent de puits et de points d'eau rares et difficiles d'accès. Malgré quelques initiatives pour creuser des puits, les ressources en eau se sont avérées insuffisantes, notamment pendant les périodes de sécheresse, obligeant Gouraud à solliciter l’accord des Britanniques pour permettre à ses troupes de circuler à travers leur territoire.

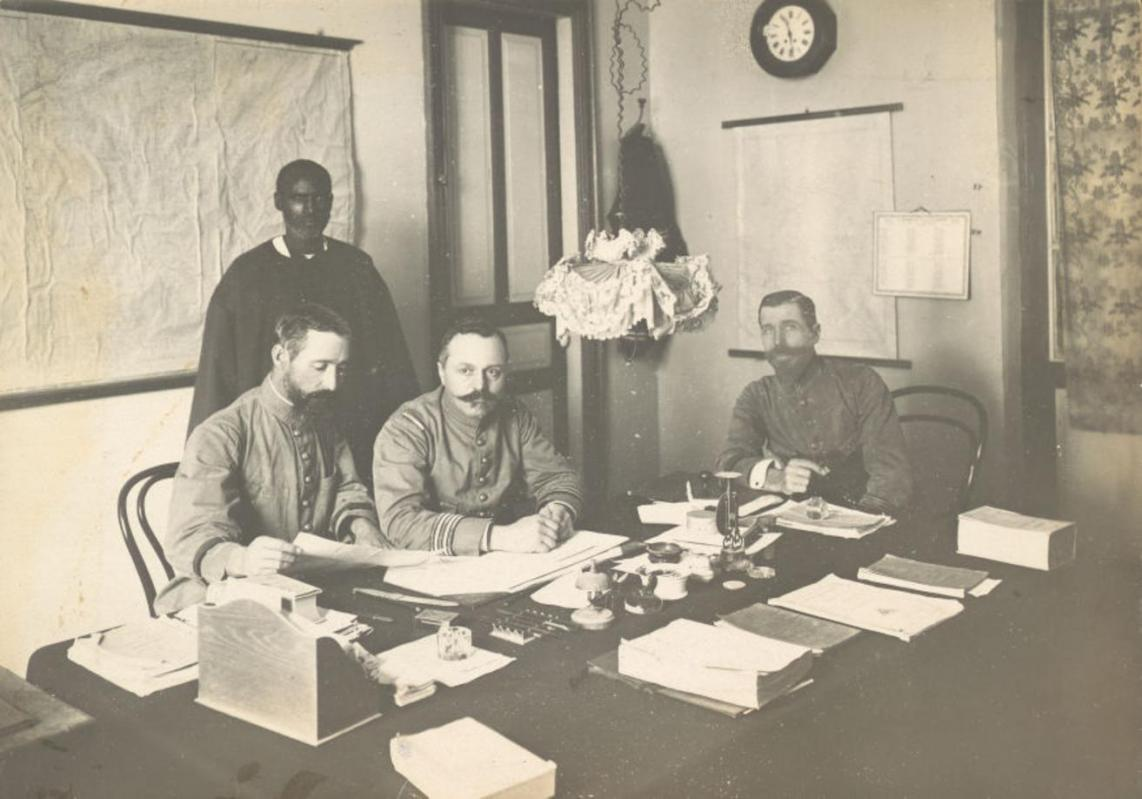
Le colonel Gouraud en réunion avec ses lieutenants, Mauritanie. (1908)

Les difficultés liées à l’approvisionnement ont été exacerbées par la pression financière imposée par la loi de 1900, qui exigeait des colonies qu’elles s’autofinancent. Gouraud se heurtait à un budget insuffisant pour faire face aux dépenses courantes : paiement des soldats, entretien des infrastructures et des postes de ravitaillement. Afin de pallier ce manque, il a recouru à des impôts en nature, à des « rentrées » sous forme de services rendus par la population locale (comme le transport de courrier ou la fourniture de vivres). Cette politique fiscale nécessaire a suscité des tensions avec les populations indigènes, qui percevaient ces prélèvements comme un fardeau supplémentaire.
Cette approche a été renforcée par l’institution de pelotons de méharistes, formés pour se déplacer rapidement dans le désert. Leur mission était de maintenir l’ordre, surveiller les marchés, percevoir les impôts, assurer une présence mobile, veiller à la sécurité des routes commerciales vitales pour la survie du territoire.
En septembre 1902, après deux années à Zinder, Gouraud réussit à « pacifier » le territoire et à rendre un rapport favorable sur l’état des lieux. Durant son voyage, il termine ses rapports avec son adjoint, le capitaine Chédeville. Arrivé à Niamey en novembre 1902, il transmet son commandement au colonel Noël, se félicitant d’avoir pacifié le territoire malgré les difficultés. Après les privations endurées à Zinder, Gouraud redécouvre les richesses du pays Bambara, ainsi que l’essor et l'enrichissement des villes comme Bamako, qu'il avait connues comme des bourgades peu développées.
Ses tâches mettent Gouraud en contact fréquent avec la population. Durant son travail, il collecte une importante documentation photographique sur la société africaine : le griot, l’arbre à palabres, l’organisation du village, les circuits commerciaux au sud du Sahel. N'étant pas photographe lui-même, il recueille des images auprès des opérateurs qu’il rencontre, souvent des officiers avec lesquels il est en relation.
Henri Gouraud est loin des postes parisiens considérés comme essentiels à sa carrière. Il prend l'habitude d'écrire fréquemment à sa famille et à ses contacts à Paris, notamment à Auguste Terrier, secrétaire général du Comité de l'Afrique française. Ce dernier devient son ami et son intermédiaire auprès des cercles coloniaux parisiens. Terrier facilite ses relations aussi bien avec Eugène Étienne et les parlementaires qu'avec d'autres officiers coloniaux d'Afrique et d'Asie. Ces échanges épistolaires permettent à Gouraud de renforcer ses liens d'amitié et de cultiver un réseau de plus en plus influent au sein du Palais Bourbon. Il s'impose comme l'un des officiers coloniaux auxquels la République confie des missions difficiles, comme celle de la conquête de la Mauritanie.

#### Organisation de l'Oubangui-Chari (1904-1906)
En février 1903, il quitte Dakar, avec la volonté de participer à l'expansion coloniale vers le Tchad, projet qui l’attire. À son retour à Paris, il est affecté au 7e régiment d'infanterie coloniale. Il n'apprécie guère. Il tente de se faire inscrire aux cours de l’École de guerre, mais son arrivée tardive, au mois d'avril, l'en empêche.

Grâce à l’intervention du général de Lacroix et à l’ordonnance de son ami des Vallières, Gouraud assiste aux conférences de hauts commandants, comme Pétain et Fayolle, et renforce son réseau. En novembre 1903, lors d'un dîner à l’Association cotonnière coloniale, il confie à Eugène Étienne ses difficultés à intégrer l’École militaire, tout en exprimant son désir de repartir en Afrique. Cet entretien conduit à une rencontre avec Gaston Doumergue, ministre des Colonies, qui, séduit par son discours, lui offre une mission au Tchad.

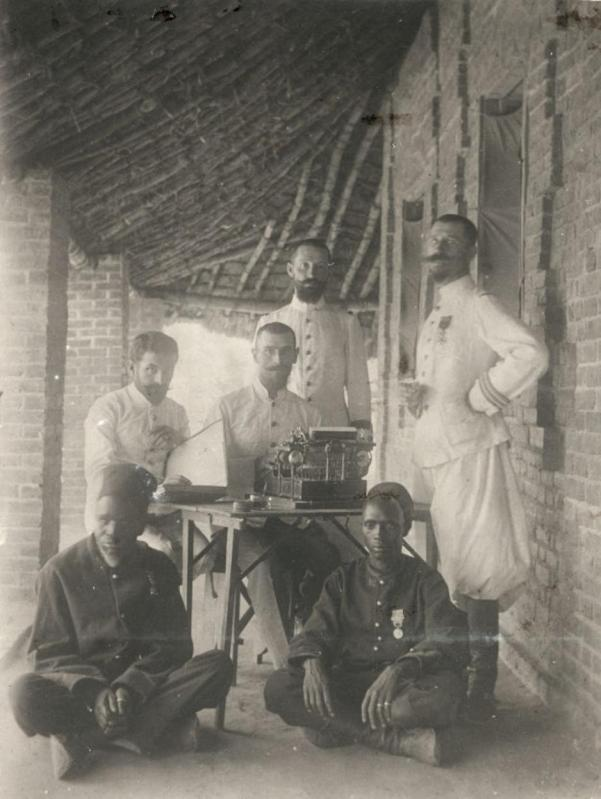
Le commandant Henri Gouraud à Fort-Lamy (20 mai 1906)

Quelques jours plus tard, Gouraud reçoit l’ordre de succéder à Largeau, le « pacificateur du Tchad », pour mener à bien l’expansion coloniale dans cette région. Cette nouvelle mission lui offre l'occasion de continuer son engagement colonial, et de mettre en pratique ses acquis dans la gestion de territoires difficiles. Il est nommé en Oubangui-Chari de 1904 à 1906.
La révolte sénoussiste progresse dans la région du lac Tchad ; elle reste une source de tension importante ; les populations musulmanes utilisent l’islam pour structurer leur résistance à la colonisation. Gouraud est conscient que ses missions doivent être perçues comme plus pacifiques que guerrières ; elles doivent être justifiées par des objectifs humanitaires : lutte contre l'esclavage et l’« islamisme » ; ce dernier est un concept forgé pour désigner la résistance contre les forces sénoussistes. 
Afin d’atteindre ces objectifs, il mène une gestion pragmatique. Il bénéficie du soutien du général Famin. Ce commandant des troupes coloniales lui permet de constituer une équipe solide. Ce sont ses amis de longue date, comme Henri Gaden, Georges Mangin, hommes compétents et profondément attachés à la mission coloniale.
L’une de ses priorités est de résoudre la question du portage, essentielle pour l'acheminement du ravitaillement et le développement des infrastructures dans la région du lac Tchad. Gouraud s’attache à améliorer les voies de communication, en assurant la sécurité des caravanes commerciales. Il adopte une approche pragmatique de la fiscalité, organise la récolte de l’impôt autour d’une monnaie localement acceptée, le thaler autrichien, facilite à la fois le paiement des soldats et la collecte des taxes. Cette solution accélère l’intégration de la monnaie dans le quotidien des populations, et génère les fonds nécessaires pour soutenir les troupes et maintenir la présence militaire.
Dès son arrivée à Brazzaville, il entame un long voyage en remontant le fleuve Congo, puis, en suivant le fleuve Chari jusqu'à Fort-Lamy. Il y arrive après quatre mois de voyage, le 17 juillet 1904. Ce périple, marqué par la lenteur des communications, souligne l'isolement et la difficulté logistique de l’administration coloniale dans cette région. Il est promu lieutenant-colonel pendant ce voyage.
Il se distingue par une attitude mesurée et réfléchie, une prudence qui s'est imposée après les lourdes pertes dans ses troupes, notamment la mort de son ami André Millot. Gouraud devient un défenseur de la « petite guerre » : il va privilégier les opérations de guérilla,  chercher à réduire les pertes humaines, contrairement à d'autres officiers coloniaux, notamment les "Soudanais", qui prônent des actions agressives et immédiates. Sa gestion de la guerre et de ses hommes devient un modèle, où les considérations humaines et logistiques sont prises en compte.
Un élément fondamental de sa mission de Gouraud dans la région est l’achèvement de la jonction entre le Tchad et l’Oubangui-Chari. Elle sera facilitée par la mise en place de nouvelles voies de communication. Le ravitaillement sera plus fluide et va se stabiliser. Même si Gouraud sera toujours confronté à des tensions diplomatiques complexes. 
L’affaire de Binder est un exemple de ces tensions. À partir de 1905, un différend survient avec l'Allemagne sur la question de savoir à quel pays appartient le village de Binder, point stratégique sur la frontière entre le Cameroun allemand et le Congo français.
Parallèlement à cette gestion militaire, Gouraud a des préoccupations administratives et politiques. En 1905, un scandale éclate à propos d'abus dans la colonie ; le gouvernement français envoie Savorgnan de Brazza pour enquêter sur les pratiques coloniales. Gouraud n'est pas impliqué dans ces affaires de corruption ou de mauvais traitements ; il affronte une méfiance croissante envers les autorités coloniales. En mars 1905, il rejoint Brazza à Bangui ; il doit présenter un rapport détaillant la situation dans le Tchad et dans l'Oubangui-Chari. Lors de ses échanges avec Brazza, Gouraud défend le Tchad, souligne son importance stratégique pour l'Empire français, et argumente contre la réduction de la présence française dans cette région. Il ne parvient pas à convaincre Brazza de l'importance du Tchad dans l'empire, et il n'évitera pas les réformes proposées par la commission d'enquête.
Cependant, son travail dans la région est reconnu. En quittant Fort-Lamy en août 1906 pour revenir en France, il dresse un bilan plutôt positif de ses années passées en Afrique : il n'y a pas eu de rébellions majeures, il a réussi à stabiliser financièrement la région, à rendre le ravitaillement plus efficace, tout en restant conscient des limites de son action.
En décembre 1906, après un long et pénible voyage, il revient en métropole. En chemin, il apprend la mort de son père, le 28 août à Rouen.

#### Conquête de la Mauritanie (1907-1910)

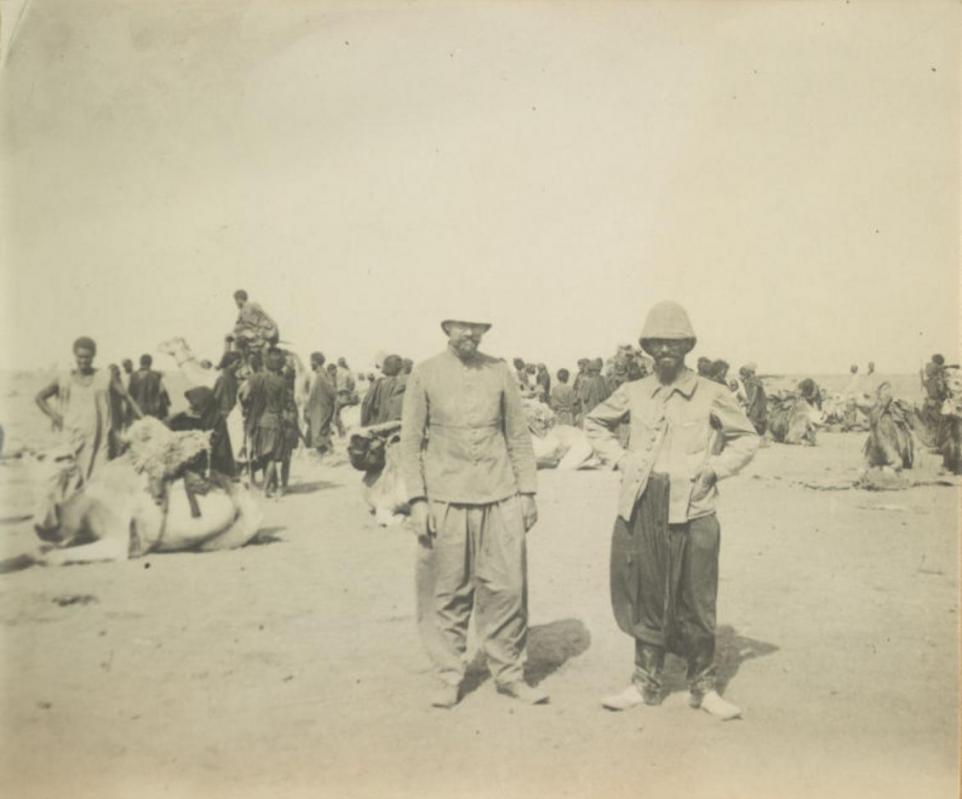
Gouraud en Mauritanie (1910).

À l’été 1907, après avoir pris le temps de tisser des liens avec des figures influentes du monde colonial, Henri Gouraud rencontre le maréchal Hubert Lyautey, une rencontre décisive pour sa carrière. Lyautey, une figure montante de l’armée française et futur gouverneur du Maroc, devient un mentor pour Gouraud. Influencé par Lyautey, qui prône une forme d’autopromotion à travers le « savoir-faire et faire-savoir », Gouraud adopte un changement dans son attitude professionnelle, devenant plus visible et plus actif dans la sphère publique du parti colonial.
En 1907, il est promu colonel et remplace Bernard Laurent Montané-Capdebosq en tant que commissaire du Gouvernement général en Mauritanie. En outre, il mène, sur ordre du gouvernement, une grande campagne contre les meneurs de razzias. Il est chargé stopper un important trafic d'armes organisé par les Maures dans le Sahara en direction du Maroc. La conquête de l'arrière-pays mauritanien s'avère liée aux enjeux marocains.
Au début de l'année 1908, le colonel Henri Gouraud entreprend une tournée de reconnaissance de quatre mois en Mauritanie, couvrant les régions du Trarza, du Brakna et du Tagant, dans le but de déterminer le lieu d'attaque principal contre Ma el Aïnin.

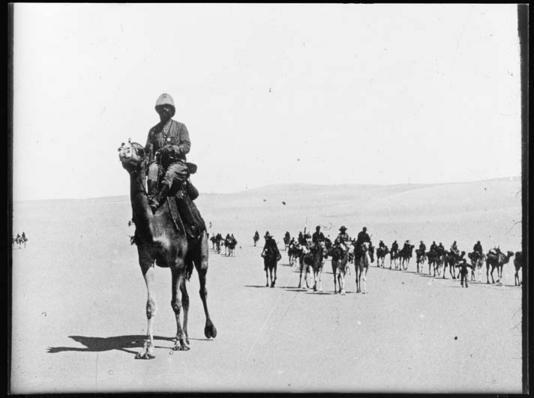
Le colonel Gouraud à la tête d'une colonne de méharistes dans le désert, Mauritanie.

À son retour à Saint-Louis en avril 1908, Gouraud décide de créer un poste avancé à l'Inchiri. Cependant, il reconnaît que l'Adrar reste le cœur de la révolte et que la concentration des troupes françaises a alerté les chefs maures. Ma el Aïnin et ses partisans se sont déplacés vers l'Adrar, accumulant armes et ressources pour intensifier la résistance contre la conquête française. À partir de janvier 1908, les rébellions, organisées en « rezzous », visent non seulement à harceler les troupes françaises mais aussi à attaquer directement les officiers européens et à s'en prendre aux soldats maures et sénégalais.
Gouraud, qui commence à maîtriser la tactique des rezzous, met en place des contre-razzias pour contrer ces attaques, cherchant à limiter l'efficacité des petites bandes de pillards. Cependant, l'immensité du territoire et la difficulté de maintenir une présence militaire à travers les vastes distances, en particulier entre Moudjeria et l'Adrar, compliquent la situation. Les villes de l'Adrar, telles qu'Atar, apparaissent comme des forteresses naturelles difficiles à investir, rendant les opérations militaires françaises de plus en plus complexes. Ainsi, bien que l'objectif principal soit de briser la résistance de Ma el Aïnin, la guerre devient une lutte prolongée de guérilla, avec des raids incessants, des contre-attaques et un échec relatif des tentatives françaises de dominer entièrement l'Adrar.
Dans un rapport adressé au gouvernement daté de 1908, Gouraud écrit dans la Pacification de la Mauritanie : « Il ne s'agit pas de conquérir l'Adrar dans l'intention d'une occupation permanente de ce pays et d'une nouvelle extension de nos possessions africaines. Nos intentions se limitent à l'organisation d'une colonne de police forte, qui serait reçue exclusivement pour la mission de purger ce pays de tous ces éléments de trouble et de désordre [mouvements de résistance] et de réduire une fois pour toutes les mille guerriers dissidents qui font obstacle à notre œuvre de pacification. ». Pour l’officier français, maîtriser l'insurrection de Ma al-Aïnin et de ses partisans dans cette région stratégique serait la clé pour contrôler toute la Mauritanie.
En 1909, il lance dans l’Adrar une colonne de plus de 700 chameaux. Il fait preuve d'une grande organisation logistique dans le désert. Il conquiert la Mauritanie en quelques mois. Il se distingue par sa maîtrise de la « petite guerre » coloniale, guerre qui s'adapte à de multiples fronts et points de contact, combinant attaques et contre-attaques.
Malgré ces difficultés, Gouraud remporte des succès stratégiques, et la prise d'Atar, en particulier, est perçue comme un tournant dans la campagne. Cette réussite lui vaut la reconnaissance nationale : bien que colonel sans brevet, il fait partie de la première promotion d'officiers autorisés à suivre les cours des Hautes Études militaires à Paris.

#### Retour en France
Gouraud quitte la Mauritanie à la fin de l’année 1909. Il fait une courte halte aux Canaries et au Maroc, retrouve Lyautey à Oran, puis rentre en France pour son congé de fin de campagne. 
Il passe une bonne partie de l'année 1910 à ordonner ses papiers, à remercier ses alliés en Mauritanie, à suivre les opérations de son successeur, le lieutenant-colonel Patey, à écrire aux familles de ses nombreux amis tués, mais aussi à rédiger la nécrologie de camarades tombés au combat.Et il en profite pour faire son stage au Centre des Hautes Études Militaires, surnommé « L’École des maréchaux », qui vient d’être créé.
Fort de cette légitimité, Gouraud ne tarde pas à demander une nouvelle mission. Dès qu’il apprend que des combats ont lieu au Maroc, il manifeste son désir de repartir en mission. Le 26 avril 1911, il reçoit sa notification officielle et embarque le 28 avril à destination du Maroc, prêt à prendre la tête d’une brigade.

### Colonisation du Maroc (1911-1914)
Henri Gouraud s'engage activement dans les années 1907 dans le milieu du lobby colonial en France, autour de la question de la conquête du Maroc.Ce projet se construit progressivement autour d'une idée de pénétration « pacifique », tout en consolidant la position de la France face à la résistance marocaine. En parallèle, des missions cartographiques et ethnographiques sont lancées pour mieux comprendre les réalités du territoire, à travers des initiatives comme la mission Segonzac ou la mission militaire Fariau. La reconnaissance militaire de Henri Gouraud attire l'attention du général Lyautey.

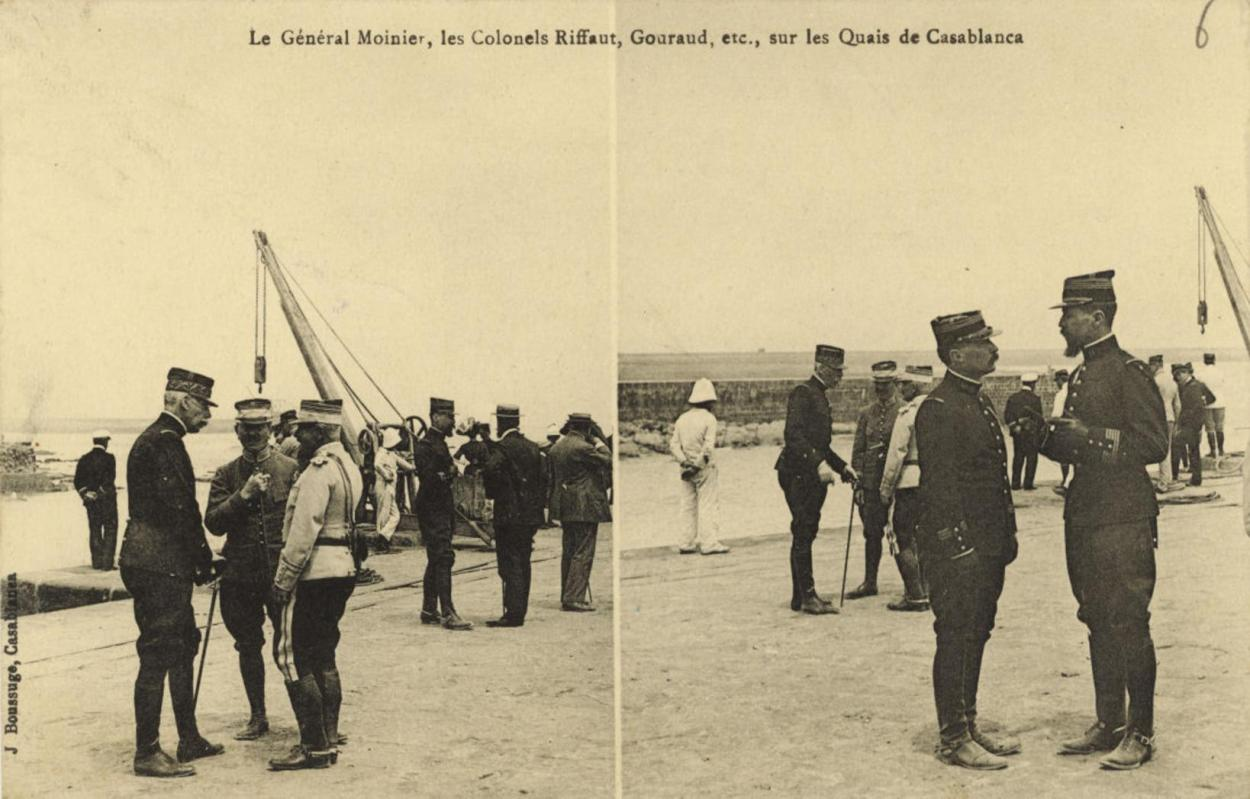
Le Général Moinier, les Colonels Riffaut et Gouraud sur les Quais de Casablanca.

Henri Gouraud arrive au Maroc le 2 mai 1911 dans un contexte militaire difficile : Fez est assiégée par 10 000 guerriers, et les combats pour ouvrir la route vers la ville sont longs et sanglants. Gouraud est chargé du ravitaillement de la colonne Moinier : il est responsable de la conduite des 1 800 chameaux de la colonne et de trois brigades, soit environ 3 000 hommes. Cette affectation, qui l'éloigne du front, le frustre, d'autant plus qu'il ne reçoit aucune précision sur sa mission future. Ce manque de communication pourrait être dû à la volonté du général Moinier, son supérieur, de le calmer et de l’éloigner d’une position d’avant pour juguler son ambition.
Dès le 14 mai, les combats commencent près du camp de Lalla-Ito, où Gouraud fait face à des forces supérieures, mais il parvient à mener sa colonne de manière efficace. En raison du terrain sablonneux et des conditions difficiles, la progression de la colonne est lente, avec des étapes limitées à 40–45 km par jour. Toutefois, Gouraud réussit un exploit remarquable en maintenant la cohésion de ses troupes pendant quatorze heures de marche sans perte.
L’épuisement des troupes reste néanmoins un défi constant, dû aux longues marches, au manque de sommeil et à la mauvaise qualité de la nourriture. À l’arrivée à Fez, la colonne est épuisée, mais grâce à la couverture médiatique et à la présence de correspondants de guerre, la presse encense les performances de Gouraud, qui a su mener ses hommes dans des conditions extrêmement éprouvantes.
L'arrivée de la colonne Gouraud à Fez le 26 mai 1911, après six jours de siège déjà menés par le général Moinier, porte les troupes autour de la ville à environ 6 000 hommes, permettant ainsi un rétablissement rapide de l'ordre. Cependant, la situation demeure fragile et la tension est palpable, notamment pour le consul Gaillard, le général Joseph Mangin, et le sultan Moulay Hafid, qui ont tous connu plusieurs moments de grande inquiétude durant le siège. Après une journée de repos, le colonel Gouraud s'émerveille de la beauté des paysages marocains, particulièrement la richesse des campagnes, mais il est rapidement mis au travail.
Gouraud se trouve en première ligne lors des journées sanglantes de Fès. Chargé de restaurer l’ordre dans la ville, il mène plusieurs combats, dont celui de Hadjera el Kohila,.

#### Dans l'état-major de Lyautey

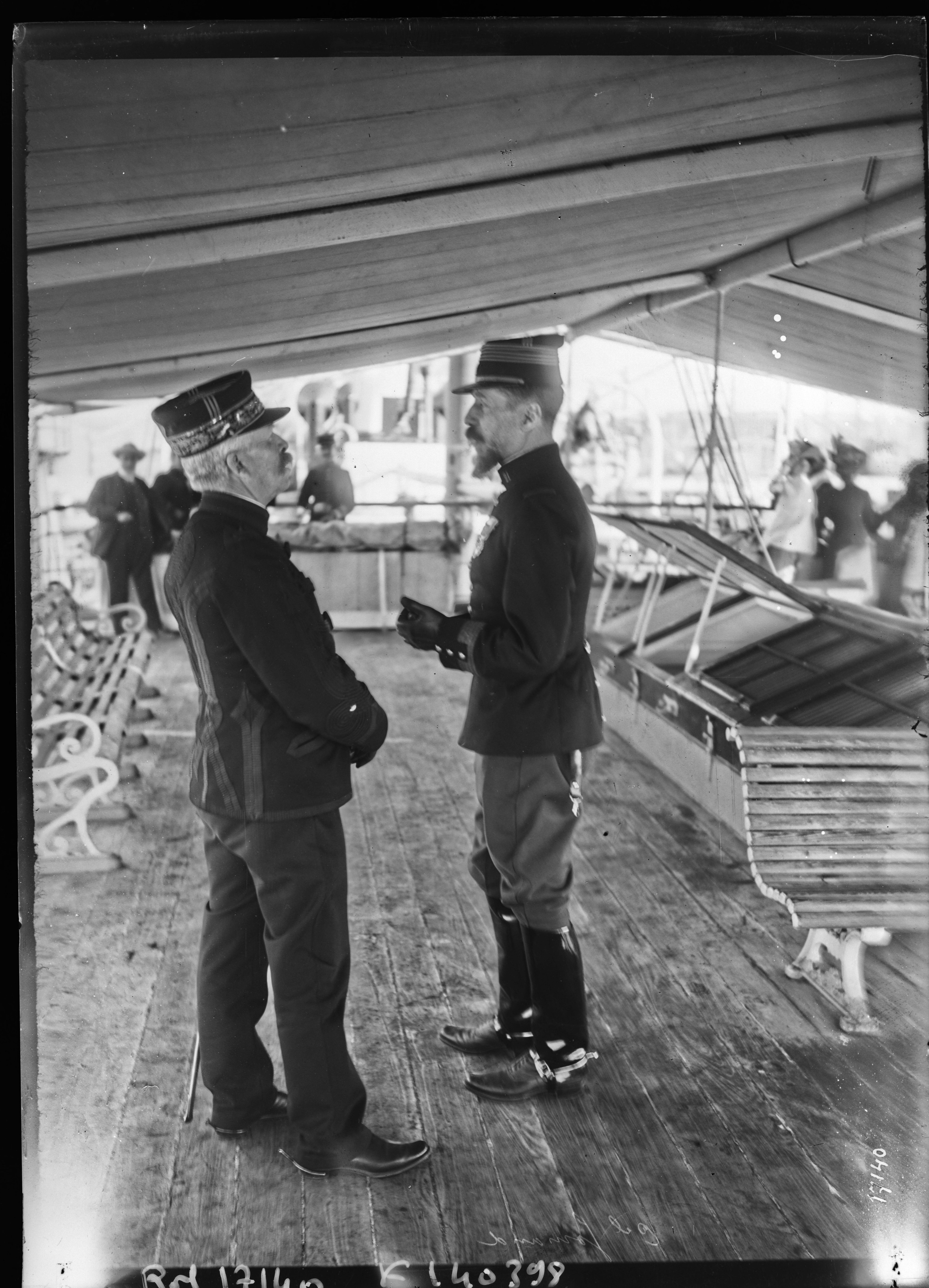
Henri Gouraud, colonel commandant le 1er régiment d'infanterie coloniale de marche, embarque pour le Maroc depuis Marseille le 28 avril 1911.

Il s'illustre durant la campagne du Maroc, en 1911. Il y connaît plusieurs succès, lors des batailles de Bahlil et de Meknès. Il se réjouit de sa « baraka » ; des circonstances favorables lui apportent une série de victoires. Il ambitionne une promotion au grade de général de brigade, qu'il estime mériter en raison de son rôle dans les opérations.
En septembre 1911, après le départ du général Moinier, Gouraud rentre en France pour une permission. Il en profite pour négocier sa carrière, et exprimer son souhait de la continuer en Afrique, de préférence au Maroc. À son retour au Maroc, en février 1912, il est convaincu de la nécessité d'augmenter le recrutement des Sénégalais, et de réduire celui des troupes nord-africaines.
À Casablanca, le 13 mai 1912, il accueille le général Lyautey, nouvellement nommé coordinateur de la colonisation française au Maroc. Gouraud note que Lyautey paraît parfois « un peu épouvanté » par la complexité de la situation, situation qu'il juge bien plus difficile que celle de la frontière algérienne. Cette inquiétude n'entrave pas sa détermination. Lyautey l'engage dans son état-major.
Lyautey exploite la faiblesse du Sultan et obtient à la fois la signature du traité de Fès, qui officialise le protectorat français sur le Maroc, et son abdication en faveur de son demi-frère, jugé plus facilement contrôlable.
Tous deux participent à la défense de Fès contre les tribus qui assiègent la ville. Le 28 et 29 mai 1912, Lyautey lui confie le commandement de cinq bataillons, deux escadrons et une batterie d'artillerie pour neutraliser les tribus qui encerclent la ville.

Cette opération est un succès et Gouraud reçoit ses deux étoiles sur le champ de bataille, le 1er juin 1912. À 45 ans, il est le plus jeune général de brigade de sa promotion. En le nommant à la tête de la « pacification » de la région de Fès, Lyautey renforce sa position en tant que subordonné de confiance, mais aussi son lien personnel avec lui.
« C'est à lui que nous devons d'être là » dira, à son entrée à Taza en 1914, le général Lyautey.
La promotion de Gouraud est aussi un signal politique. Elle montre que l’armée française valorise l’action sur le terrain plutôt que les carrières internes et les réseaux politiques. Cela résonne profondément chez les officiers qui se battent sur le terrain.
Les récits des journalistes, comme celui de Tardieu, transforment les combats en une épopée grandiose : la réalité du conflit est édulcorée ; le récit de la violence, bien que présent, est souvent noyé sous un flot de superlatifs. Cependant, cette approche ne passe pas inaperçue. Jean Jaurès reprend le texte de Tardieu pour dénoncer la brutalité des méthodes françaises. Pour lui, la politique du général Lyautey et de ses officiers, notamment Gouraud, est perçue comme une répression impitoyable, au détriment de l'idée de « civiliser » les Marocains. Jaurès souligne que le recours à la violence pour imposer le protectorat est en réalité une forme d'annexion déguisée, point de vue qui deviendra le noyau d'une critique plus large de la politique coloniale.
En réorganisant les tabors et en prêtant une attention particulière aux conditions de ses hommes, Gouraud se distingue comme un leader respecté, à la fois pour ses compétences militaires et son sens des responsabilités envers ses troupes. Cette méthode lui permet non seulement d'instaurer une confiance auprès des soldats, mais aussi de maintenir une image positive aux yeux de Lyautey, qui peut compter sur lui sans craindre un dérapage brutal ou une dérive coloniale.

#### Campagne de Taza et jonction des deux Maroc
L’objectif stratégique de Lyautey et du général Gouraud en 1912, notamment autour de la région de Fez, est de sécuriser le lien entre le Maroc occidental et le Maroc oriental, tout en consolidant la position du protectorat. Si la situation au Makhzen a évolué avec l’abdication de Moulay Hafid et la montée sur le trône de Moulay Youssef, le terrain reste tendu, particulièrement dans les régions de Marrakech et Fez, où les tribus s’opposent fermement à l’autorité française.

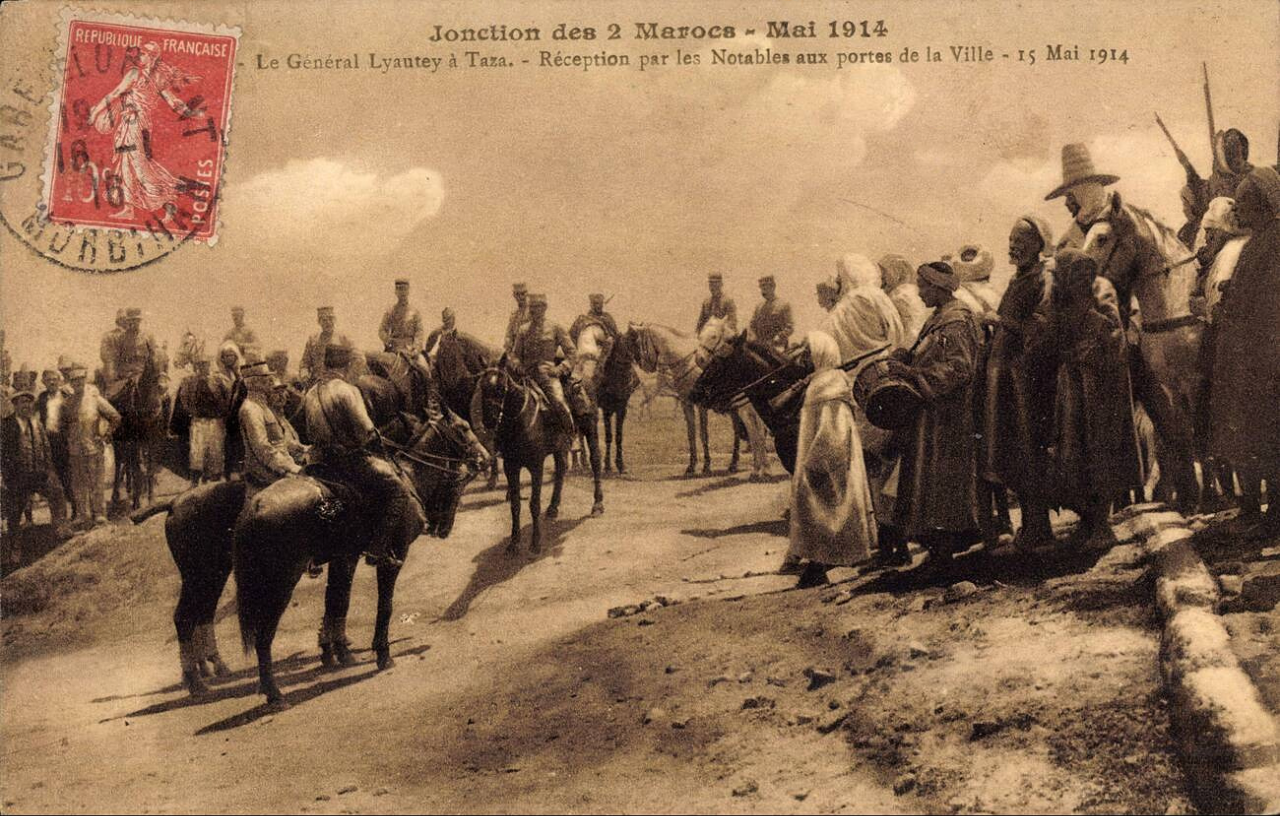
Carte postale commémorant la Jonction des deux Marocs, Mai 1914.

Le recours à l’aviation, symboliquement et militairement, marque une étape importante dans les méthodes employées par Gouraud.
Le 15 août 1912, les lieutenants aviateurs Do Huu et Max Van den Vaero mènent un raid entre Rabat et Fez pour signaler l’avènement de Moulay Youssef par des tracts lancés de leurs avions.
Il utilise l'aviation pour pacifier la population par des moyens innovants, notamment par la distribution de tracts, et, en même temps, il fait d'un « indigène », comme Do Huu, un officier de l’armée française, envoyant un message fort sur l'intégration des forces locales.
Cela sert à la fois à annoncer l’avènement du nouveau sultan et à renforcer le message de l’autorité coloniale.
En 1914, Gouraud est nommé  au commandement des troupes du Maroc occidental.
Depuis Fès, le 27 avril 1914, sous le commandement du général Gouraud, la 3e compagnie montée du 1er bataillon de marche du 2e Régiment étranger d’infanterie du capitaine Paul-Frédéric Rollet se met en route vers Taza.
Début mai 1914, Lyautey décide de neutraliser la poche de résistance des tribus de Taza : il place Gouraud à la tête d'un corps de trois colonnes. Elles doivent traverser le territoire des Tsouls pour atteindre les rebelles de Taza. Il dispose d'une force considérable de 6 000 hommes, représentant environ 10 % des troupes françaises présentes au Maroc à cette époque. Son objectif est d'avancer vers l'est, en direction de Taza, tout en étant confronté à des forces similaires, sous le commandement du général Baumgarten, venant des Aurès en Algérie, qui cherchent également à prendre Taza.
Le 8 mai 1914, le général Lyautey donne l’ordre à la colonne de progresser vers Taza. Le 9 mai, les troupes quittent le camp de Zrarka en direction du djebel Tfazza, un contrefort de la montagne, où les Tsoul se préparent au combat. Gouraud, suivant sa tactique éprouvée du 1er mai, organise une attaque-surprise de nuit avec une manœuvre en cercles concentriques. Trois colonnes sont envoyées, dirigées par Bulleux, Girodon et Delavau. L’artillerie soutient l’attaque. À 7 heures du matin, les troupes prennent le piton dominant la vallée de l’oued Amelil.
Le 10 mai 1914, elles affrontent  la tribu des Ghiata dans le mont Tfazza, à 50 kilomètres au nord de Taza ;  le 16 mai 1914, la tribu est vaincue. C'est la « jonction des deux Maroc » à Taza avec le général Baumgarten, qui parachève la pacification du Maroc,.

## Première Guerre mondiale (1914-1918)

### Combats en Argonne (1914)
En août 1914, la guerre éclate en France. Gouraud change d'avis sur le monde colonial : il réclame un commandement sur le front. Il est à la tête de la 4e brigade marocaine envoyée en renfort sur le front français. Nommé général de division, il reçoit, le 15 septembre, le commandement de la 10e division d'infanterie. À cette époque, la 10e division, déjà fortement éprouvée par la guerre, a perdu trois généraux : Auger, limogé le 26 août 1914, Charles Roques, tué le 6 septembre, et Louis Gossart, intérimaire. Gouraud prend le commandement d'une division démoralisée et usée, composée des régiments 31e, 46e, 76e et 89e, déjà engagés dans les combats de la première bataille de la Marne. Ces troupes ont des effectifs réduits à 12 000 hommes.
Il dirige des combats en forêt d'Argonne. Ce secteur crucial défend des passages permettant l'accès à Verdun et Reims.
Au début de décembre 1914, Gouraud fait appel aux garibaldiens, un régiment composé de volontaires italiens, pour renforcer ses troupes. La première expérience avec ces troupes, le 25 décembre 1914 à Bolante, est un échec : 30 morts, 17 disparus et 111 blessés. Malgré l'enthousiasme initial, l’attaque des garibaldiens tourne à la débâcle. La situation se dégrade, les pertes s’accumulent au début de 1915. Le 5 janvier 1915, les garibaldiens, menés par Peppino Garibaldi, lancent une attaque, mais, malgré quelques succès, perdent 48 hommes et ont 77 disparus.
À la fin de janvier 1915, Gouraud est éprouvé et fatigué. Le 7 janvier 1915, il est blessé à la clavicule par une balle perdue ; elle n'empêche pas son efficacité. Il refuse un repos complet et continue à diriger ses troupes. Le 10 janvier, les combats reprennent sur le front de l’Argonne ; une canonnade allemande déstabilise ses positions. Devant de nombreuses pertes et la dégradation du moral des troupes, il demande un renfort de deux bataillons.
Gouraud a la volonté de tenir coûte que coûte, mais il constate les effets de la guerre sur ses troupes ; il se met à douter de l’efficience de l’offensive à outrance. Son changement est perceptible après sa blessure du 7 janvier et la lourde défaite des garibaldiens. C'est un changement dans sa stratégie : la défense prendra le pas sur l’offensive. Les colonels sous son commandement réclament davantage de protection pour leurs hommes, les pertes humaines deviennent dramatiques. Le 20 janvier, Gouraud prend la décision de relever le 2e corps d’armée, et la division est désormais rattachée au 5e corps d’armée de Micheler, tout en restant dans le même secteur.
Durant cette période, Gouraud mène ses troupes avec une volonté de solidarité accrue, il se rapproche de ses officiers, cherche à éviter l'anonymat des missives militaires. Affaibli physiquement, il s'efforce de maintenir le moral de ses troupes et de leur donner des directives claires. Ses dernières actions marquent sa volonté de résilience, notamment lorsqu’il participe à l'enterrement du chef de bataillon Darc, tué le 8 janvier 1915.

### Bataille des Dardanelles (1915)
Le haut commandement ne se résout pas à le voir comme un officier métropolitain, il a besoin de « coloniaux » pour l’envoyer avec les troupes sénégalaises aux Dardanelles. Le 22 janvier 1915, le général Gouraud est nommé au commandement du Corps d'armée colonial. En mai 1915, il est nommé au commandement du Corps expéditionnaire français aux Dardanelles. Ses instructions sont de coopérer avec les forces britanniques et de suivre les directives du général Ian Hamilton, tout en préservant l'Entente cordiale. Les Britanniques accueillent Gouraud avec enthousiasme, le qualifiant de « lion de l’Argonne », en raison de son expérience militaire et de sa réputation en tant que chef aguerri.
Dès son arrivée, Gouraud annonce à ses troupes que son objectif est de « durer » afin de pouvoir reprendre l’offensive dès que possible. Il procède à une inspection de terrain dès le 15 mai et ordonne une réorganisation des tranchées pour éviter le surpeuplement et améliorer la défense. Il demande que les mitrailleuses soient disposées de manière plus stratégique, que les boyaux de communication soient aménagés pour éviter les tirs en enfilade et qu’une stricte discipline de feu soit instaurée. L’objectif est de limiter le gaspillage de munitions et de réduire les pertes.
À l’arrière, Gouraud considère que la base d’Alexandrie, en Égypte, est trop éloignée pour être efficace. Il fait déplacer le général Baumann à Moudros, sur l’île de Lemnos, pour organiser les envois de matériel et de troupes vers Gallipoli. Moudros devient un camp militaire majeur, abritant les services d’intendance, les parcs d’artillerie, et les hôpitaux de campagne. Pour faciliter la liaison, il fait appel au remorqueur Goliath pour le transport exclusif des hommes, du matériel et des animaux. Gouraud veille également à ce que les troupes reçoivent des renforts, de la nourriture et des équipements en quantités suffisantes pour relever leur moral.
Gouraud a pour doctrine que l’attaque est la meilleure défense ; il est résolu à reprendre l’offensive dès que possible. Le 19 mai, il écrit à Hamilton, commandant des forces alliées. Il affirme que la prise d'Achi Baba est une « nécessité militaire » mais aussi une nécessité morale. Il rencontre des divergences parmi les Britanniques, notamment entre la marine et l’armée de terre, concernant la meilleure approche à adopter. Il réussit à convaincre Hamilton de l’importance d'une action. Gouraud concentre son effort sur le secteur français, à Kérévès Déré, et organise une offensive modeste qui est un succès. Le 28 mai, les troupes françaises, composées de soldats français et sénégalais, prennent le fortin stratégique dominant le ravin de Kérévès Déré, tuant 25 défenseurs turcs. Cette victoire remonte le moral des troupes et renforce la position de Gouraud.
Le 31 mai 1915, Gouraud participe à une conférence avec les commandants britanniques pour préparer une attaque générale. Le plan du 4 juin consiste à utiliser une préparation d’artillerie lourde pendant trois heures, suivie d’un assaut coordonné des forces ANZAC, britanniques et françaises. L’attaque du 4 juin se transforme rapidement en un échec cuisant, après la prise de certaines positions turques. L’artillerie alliée s’avère insuffisante pour maintenir les positions contre les renforts turcs. Les alliés ne parviennent à progresser que de 300 mètres, au prix de lourdes pertes (plus de 15 000 hommes, dont près de 9 000 turcs, 5 200 Britanniques et 2 500 Français).

À la suite de cet échec, Gouraud réaffirme sa conviction : il faut poursuivre les attaques avec des objectifs limités. Malgré la défaite du 4 juin, il persiste dans sa stratégie, et ordonne de nouvelles offensives sur le ravin de Kérévès Déré et d’autres secteurs. Le 21 juin, une nouvelle tentative sous la direction du colonel Girodon permet de prendre des positions turques mais les troupes doivent se replier après avoir subi de lourdes pertes. Gouraud, fidèle à sa doctrine de l’attaque à tout prix, relance de nouvelles offensives les 22 et 23 juin, entraînant encore plus de pertes. Cette intensification des combats et la multiplication des échecs tactiques poussent Gouraud à renforcer la discipline et à prendre des mesures plus strictes pour maintenir l'ordre, y compris en désignant des sous-officiers pour empêcher les soldats de reculer.

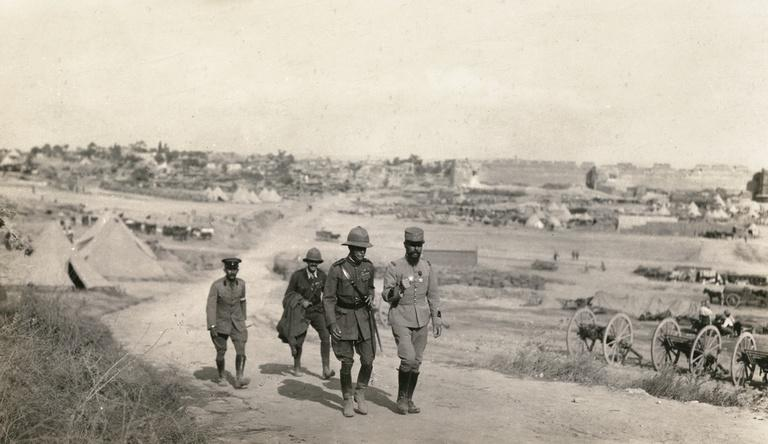
Empire ottoman, Péninsule de Gallipoli. Le général Gouraud avec trois militaires.
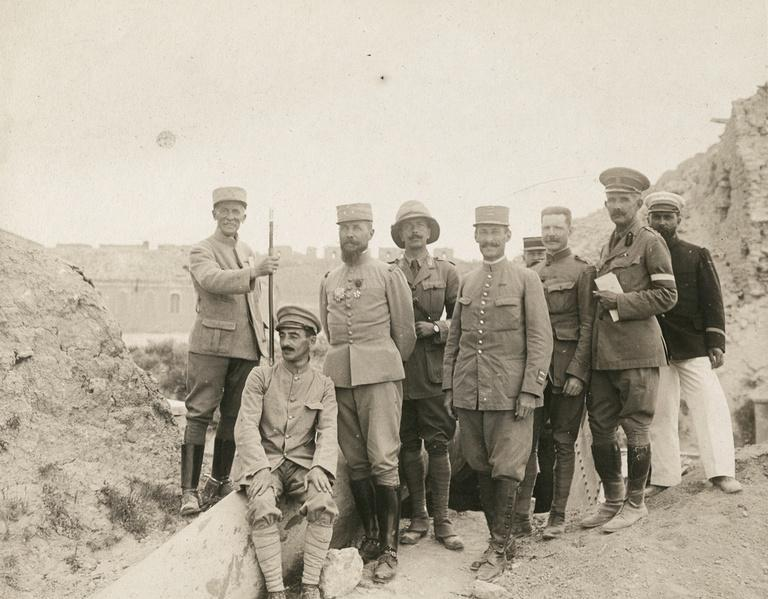
Empire ottoman, Péninsule de Gallipoli. Le général Gouraud pose avec ses hommes.
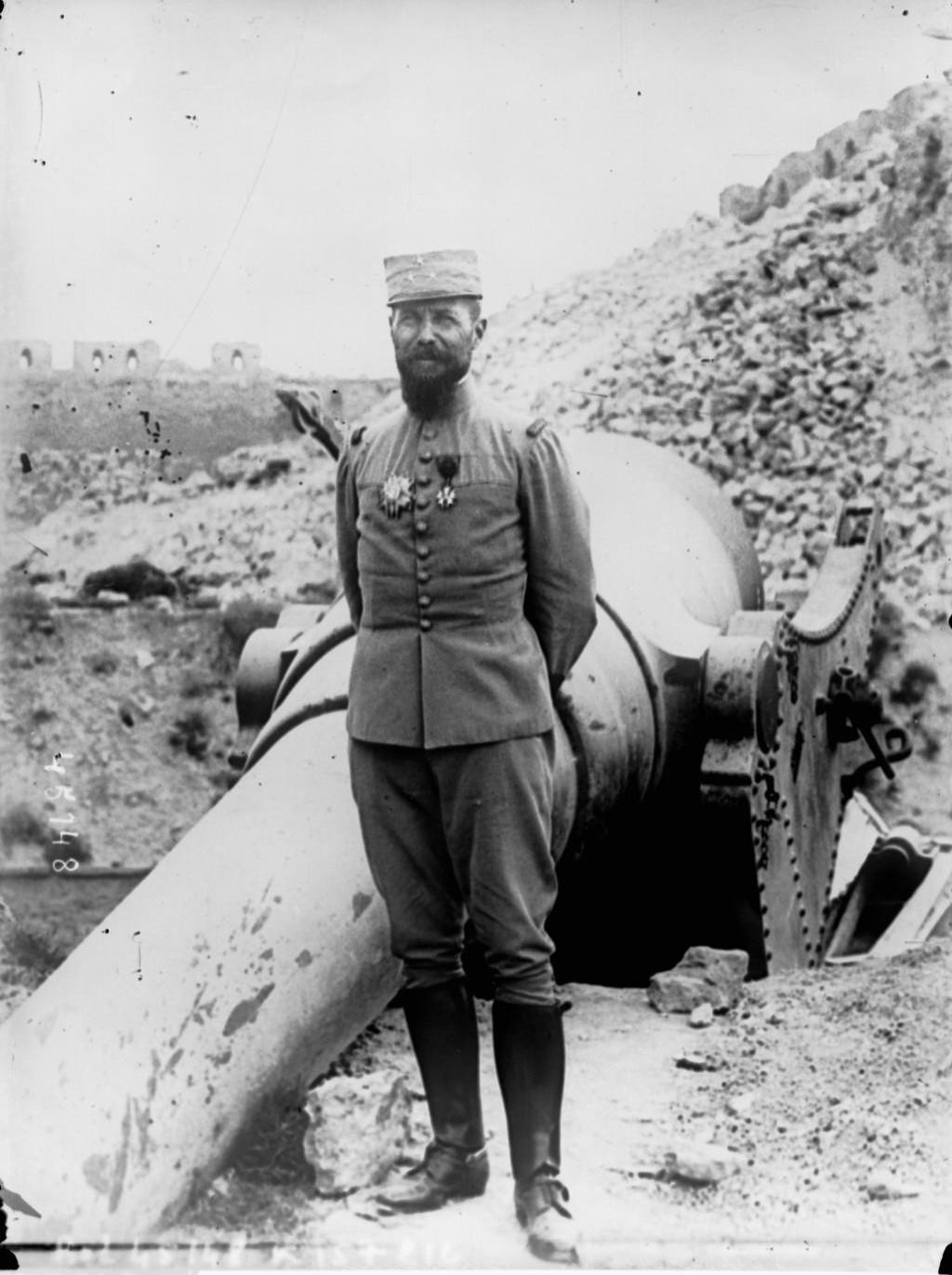
Gouraud aux Dardanelles, 1915.

Fin juin, il est grièvement blessé par un obus turc à Seddul-Bahr alors qu’il inspecte l’hôpital de campagne. Sur le navire-hôpital Tchad qui le ramène en France, la gangrène se déclare ; il faut l'amputer du bras droit,. En moins de trois mois, il a trouvé un terrain d’entente avec le général britannique Hamilton, au contraire de son prédécesseur, le général d’Amade. En juillet 1915, Poincaré le décore de la médaille militaire sur son lit d'hôpital.

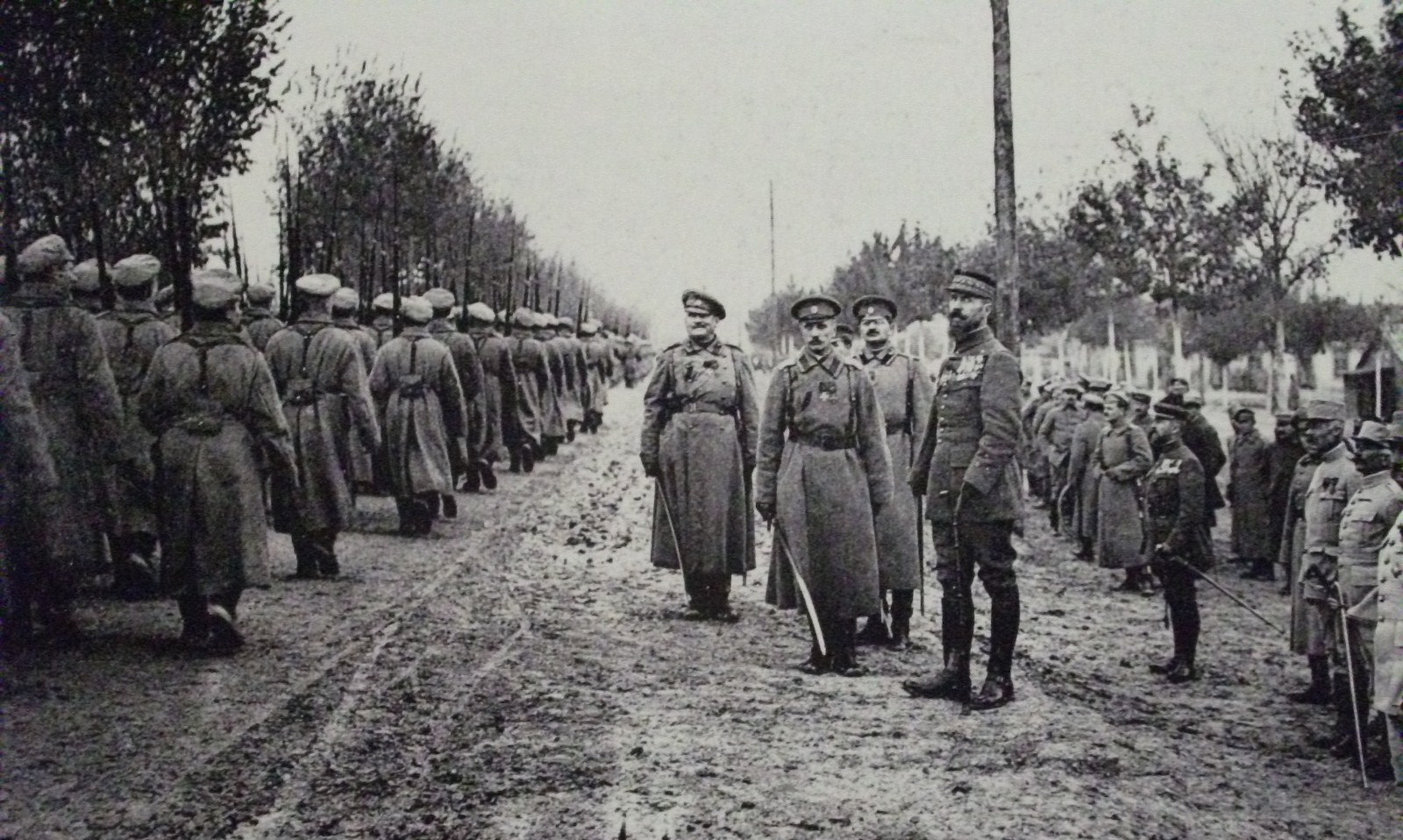
Mailly-le-Camp, octobre 1916, les troupes russes défilent devant Gouraud.

Quelques jours après l’opération, le général Gouraud souhaite déjà reprendre du service. Il demande en outre un renforcement des effectifs médicaux à bord du Tchad, où de nombreux blessés sont morts en raison d'un manque de personnel. Gouraud est touché par les histoires de soldats blessés : par exemple, celle de Jean Labourdette, qui a perdu ses deux mains et ses yeux mais qui continue à chanter pour encourager ses camarades. Il demande qu'une médaille militaire soit attribuée à ces soldats exemplaires. Le 5 juillet, il sollicite aussi un rapport complet sur les combats des 21 et 30 juin, notamment pour obtenir des photographies aériennes du site d’Achi Baba et de ses tranchées.
Gouraud se rétablit rapidement. Il reprend du service à la fin de 1915 par une mission en Italie. L'Italie a récemment rejoint les Alliés en guerre contre l'Empire austro-hongrois. C'est une pièce essentielle dans la stratégie du général Joffre, qui souhaite convaincre les Italiens d'envoyer des troupes à Salonique.
Lors de ses réunions à Udine avec les principaux responsables italiens, dont Cadorna, Porro et Diaz, Gouraud plaide pour l’envoi de troupes en Grèce ; la réponse italienne est modeste : au mieux, l'Italie accepterait d'envoyer entre 12 000 et 18 000 hommes, soit une seule division, bien loin des 100 000 hommes espérés par la France.

### L'«armée Gouraud»[pasclair](1915)
Sur les conseils de son frère Pierre, il se rend auprès du général de Castelnau à Avize et qui, bientôt muté au Grand quartier, lui demande de prendre le commandement de sa IVe Armée. À la fin de 1915, Joffre lui confie le commandement de la IVe Armée en Champagne. C'est une armée gigantesque, de plus d'un demi-million d’hommes durant l'été 1917. Elle devient bientôt « l’armée Gouraud », à tel point que, même après avoir assuré l’intérim de Lyautey au Maroc au début de l’année 1917, Gouraud reprend « son » armée à l’été 1917. En 1916, son frère Pierre Gouraud, commandant au sein du 67e régiment d'infanterie, est tué au combat dans la Somme.
Le début de l'année 1916 offre à Gouraud une relative tranquillité sur le front de Champagne ; ce répit lui permet de prendre du recul et réfléchir aux évolutions tactiques de la guerre. Il est conscient que les armées françaises peinent encore à définir une tactique précise face à l'ennemi ; il s'attelle à analyser les changements qui s’opèrent. Il observe attentivement les attaques allemandes, et en particulier celles de la bataille de Verdun, moment de rupture dans la guerre. Après la première vague d'attaques sur Verdun, l’état-major de la IVe armée, secoué mais réactif, commence à analyser la nature nouvelle des combats : des bombardements d'une intensité sans précédent, l’usage de jets de flammes et de tirs de barrage. Cette nouvelle réalité conduit Gouraud à renforcer les positions défensives, et à rationaliser l’organisation du front.
Afin de protéger les troupes et économiser les ressources, il fait en sorte de renforcer les infrastructures défensives : abris, postes de secours, lignes de résistance et organisation des fournitures en eau et en vivres. Il accorde également une grande importance à l’artillerie, cherchant à en faire un bouclier pour l’infanterie plutôt qu’un simple outil de destruction. L’aviation, qu'il connaît grâce à son expérience au Maroc, est intégrée de manière étroite avec l’armée, en particulier pour les opérations de repérage.
Outre les aspects purement tactiques et logistiques, Gouraud prend soin du moral de ses hommes. Il veille à maintenir une vie relativement confortable pour les soldats, en organisant des permis, en distribuant des récompenses, comme la Légion d’honneur, et en instaurant une atmosphère conviviale. Il est également attentif au bien-être de son état-major, qu'il invite régulièrement à sa table pour des repas, favorisant une bonne entente et une atmosphère de camaraderie. Ses relations avec les parlementaires et des personnalités publiques renforcent son image de leader accessible et dynamique.

### Au Maroc (1916)
Le 11 décembre 1916, Aristide Briand, président du Conseil, propose par télégramme à Hubert Lyautey le porte-feuille de ministre de la Guerre. Il faut lui trouver un remplaçant à la Résidence générale. Gouraud est proposé par Briand. Lyautey accepte par télégramme. Il écrit :

« Gouraud est tout à fait apte à faire face à la situation et je lui remettrai le commandement en toute confiance. Toutefois, il y aurait intérêt majeur, pour atténuer l'inconnu de la situation et ménager la transition, à ce que la désignation de mon successeur fût provisoire, au moins au début, pour que je reste aux yeux du Sultan et de la population, la caution de la politique suivie jusque ici. »

Gouraud, sur le front, refuse de quitter le théâtre des opérations. Briand le persuade, au cours d'une entrevue, de la nécessité de prendre le poste de résident général. Il retourne au Maroc de décembre 1916 à mars 1917 pour remplacer Lyautey. Le 19 décembre, il retrouve Lyautey à Algésiras. Leur rencontre dure trois heures : Lyautey, qui connaît bien les enjeux du Maroc et ses tensions internes, remet à Gouraud une note détaillant les personnalités et les enjeux avec lesquels il devra composer. 

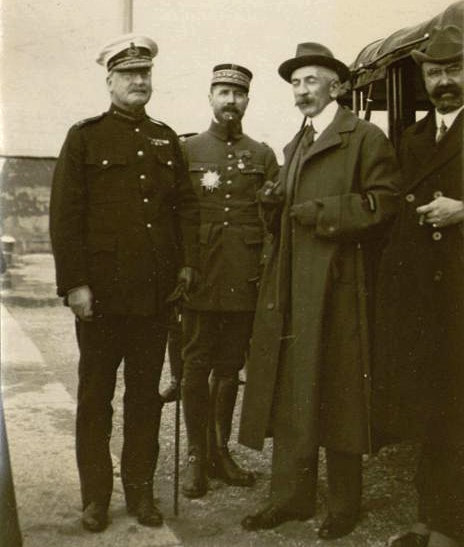
Les deux résidents, à Gibraltar. À droite, Lyautey et à gauche derrière, Gouraud.

Gouraud, dans un climat de guerre et de méfiance, prend la mer à bord du sous-marin Rubis après la rencontre avec Lyautey. Son arrivée à Casablanca, le 22 décembre, est une nouvelle phase dans sa carrière, et une confrontation avec les réalités du Maroc. Dans le Sud des révoltes se sont déclarées comme celle d’El-Hiba.
En tant que résident général, il est confronté à une série de défis administratifs et logistiques. L’un des plus importants est l’effort de guerre agricole.
En 1917, l'approvisionnement en blé et en produits agricoles est devenu capital : dans le contexte de la Première Guerre mondiale, la France a besoin de ravitaillement pour ses troupes. Henri Cosnier, député chargé de l’agriculture et de l’approvisionnement pour les colonies et protectorats, est envoyé au Maroc pour superviser l’augmentation de la production agricole.
Le général Gouraud se retrouve au centre d’une polémique concernant les effectifs militaires présents au Maroc. Les critiques de Mangin, notamment, et la pression politique en France, lui reprochent d’entretenir un trop grand nombre de troupes, alors que le pays est en guerre, et que la France a besoin de soldats sur le front. Gouraud défend la nécessité de maintenir ces troupes ; il souligne leur rôle dans l’effort de guerre. Il fournit des chiffres détaillés, dans le but de prouver que le Maroc contribue à l’effort de guerre, et affirme qu’il ne peut pas réduire ses effectifs sans compromettre sa propre sécurité et ce qu'il considère comme«  l’ordre  »dans la région.
Contrairement à ce que Lyautey avait souhaité, la nomination de Gouraud est temporaire ;  la stratégie de Lyautey visait à rendre acceptable la présence française au Maroc, elle est mise à mal.
Gouraud quitte la Résidence le 16 mai 1917. Il arrive à la gare d'Orsay le 24 mai, décidé à récupérer « sa » IVe armée.

### Libération de Strasbourg
Gouraud revient en juin 1917 au commandement de la IVe armée. II ré-organise le front de Champagne pour répondre à la directive du général Pétain qui veut appliquer une nouvelle tactique.
Les mutineries de 1917 ont forcé le gouvernement français à reconsidérer son approche du commandement militaire. À la suite de ces événements, une commission d'enquête, connue sous le nom de « commission des trois généraux » (Brugère, Foch, Gouraud), a été mise en place en juillet 1917 pour examiner les causes de l’échec de l’offensive et pour juger des responsabilités au sein du haut commandement. Cette enquête visait à apporter une certaine clarté, mais également à envoyer un message clair aux généraux qu’ils ne pouvaient plus agir en dehors de toute responsabilité.

Au-delà de cette crise interne, le général Gouraud a continué à jouer un rôle clé dans l’effort de guerre, notamment en gérant l’accueil de troupes étrangères, comme les Russes, les Tchèques et les Américains. Ces nouvelles alliances ont bouleversé la dynamique de la guerre, et Gouraud, habitué à naviguer entre les sphères militaires et diplomatiques, a facilité l’intégration de ces forces au sein de l'armée française. Le 14 juillet 1918, il  obtient le renseignement lui donnant l’heure de la prochaine attaque des troupes du général allemand Ludendorff. Gouraud lui tend un piège sur toute la longueur du front de Champagne. Le lendemain, le 15 juillet, la contre-attaque allemande est arrêtée.

Quelques jours plus tard, Gouraud écrit à sa sœur : « Georges Clemenceau m’a convoqué à la gare de Châlons, à 6 heures, et m’a embrassé vingt fois sur les joues, sur les yeux, sur le front, dans le cou. ». Appuyée par les Américains, la IVe armée reprend l’offensive le 26 septembre, avance en Champagne, puis en Argonne, et pénètre en Alsace. Gouraud est parmi les militaires vainqueurs qui font une entrée triomphale dans Strasbourg en novembre 1918. Le mois suivant, en décembre, le général Pétain lui remet la grand-croix de la Légion d'honneur.

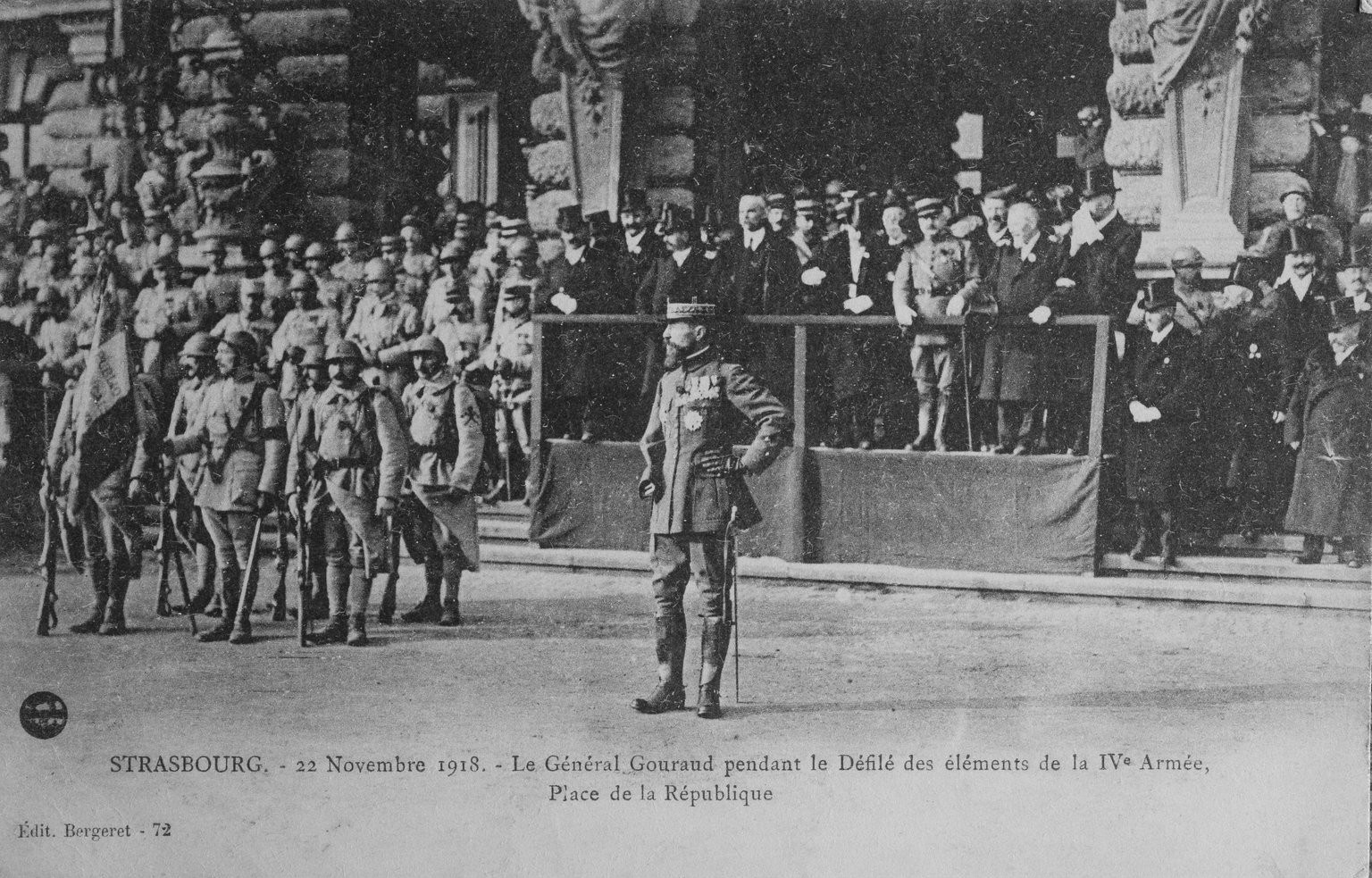
Le général Gouraud avec la française à Strasbourg le 22 novembre 1918.

Effaçant d’un seul coup l’humiliation de 1870, l’entrée du général Gouraud à Strasbourg le 22 novembre se transforme en un véritable triomphe. Arrivé d’Obernai en voiture, il s’arrête à la porte de Schirmeck à 10 heures pour monter à cheval et se placer à la tête de son escorte de spahis. Il rejoint la place principale de Strasbourg, la Kaiserplatz aussitôt débaptisée et renommée place de la République. Le défilé se transforme immédiatement en une véritable ovation enthousiaste surprenant les officiers eux-mêmes tant la foule semble être au comble de la joie. La capitale de l’Alsace est en délire, écrit Gouraud à sa sœur. 
Sa mère meurt quelques jours plus tard. Le 23 novembre, à Paris, il pose symboliquement sur son lit de mort le bouquet de fleurs noué d’un ruban tricolore donné par les Strasbourgeoises la veille. Il devient en quelques jours extrêmement populaire en Alsace.
À la fin de la guerre, après avoir été brièvement gouverneur militaire de Strasbourg, en octobre 1919, il est nommé haut-commissaire de France au Levant et commandant en chef de l'armée du Levant  par Georges Clemenceau. Il cumule les fonctions de chef militaire, d’administrateur et de diplomate. Le 5 décembre, il décore l'émir Fayçal de l'ordre de grand officier de la Légion d'honneur pour le soutien que les Hachémites et leurs alliés ont apporté à l'Entente sur le front d'Orient.

## Haut-commissaire en Syrie et au Liban (1919-1922)

### Établissement du mandat français en Syrie et au Liban

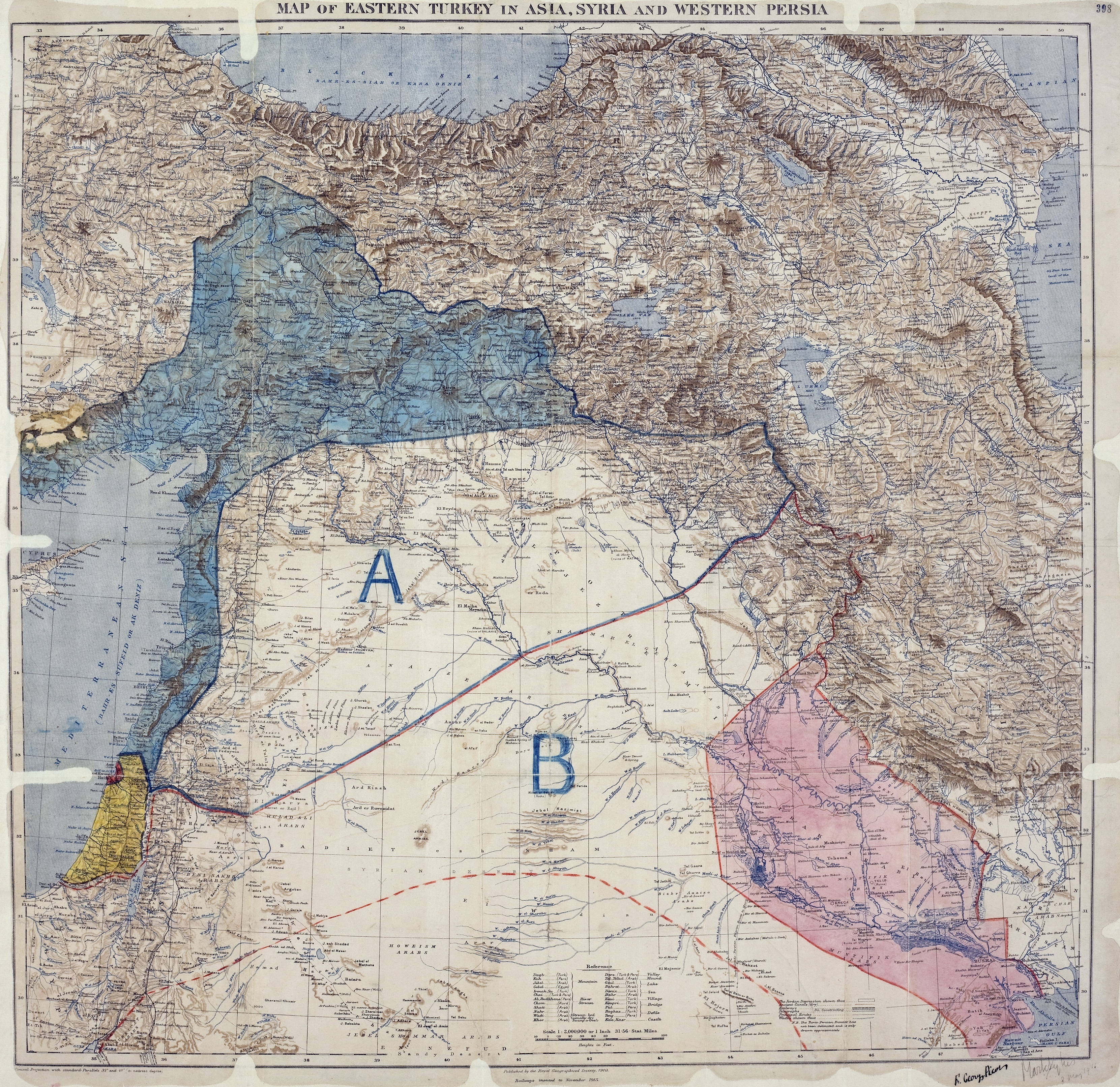
Carte des Accords Sykes-Picot montrant la Turquie orientale en Asie, Syrie et Perse occidentale, ainsi que les zones de contrôle et d'influence convenues entre la France et le Royaume-Uni. Royal Geographical Society, 1910-15. Signés par Mark Sykes et François Georges-Picot, le 8 Mai 1916.

#### Conflit des zones d'influence
Dès 1915, les Britanniques cherchent à sécuriser la partie orientale du canal de Suez en revendiquant des ports sur la côte syrienne, comme Alexandrette et Haïfa. Parallèlement, ils soutiennent une révolte arabe menée par les Hachémites, en valorisant l'identité arabe et en dépréciant l'influence française sur le littoral syrien. Cela provoque une réaction vive de la France, qui considère la région comme essentielle à sa « mission civilisatrice » républicaine, quand ce n’est pas celle de la «fille aînée de l’Eglise ».
La France désigne le général Gouraud pour remplacer François Georges-Picot et prendre en charge la transition des troupes britanniques à partir de novembre 1919, renforçant sa position en Syrie.
En tant que colonial, il est regardé comme l’héritier de Lyautey. On voit en lui un homme capable de respecter l’islam et les pratiques culturelles des musulmans. Estimé des Britanniques avec lesquels il a combattu aux Dardanelles, chef de guerre reconnu par ses pairs, il reçoit en Orient une armée bien inférieure en nombre et en moyens à celle dirigée sur le front de Champagne. Mais Gouraud est connu pour sa capacité à faire beaucoup avec peu. Enfin, catholique pratiquant, il est susceptible de rassurer les populations chrétiennes d’Orient.

#### L'envoi de Gouraud en Orient

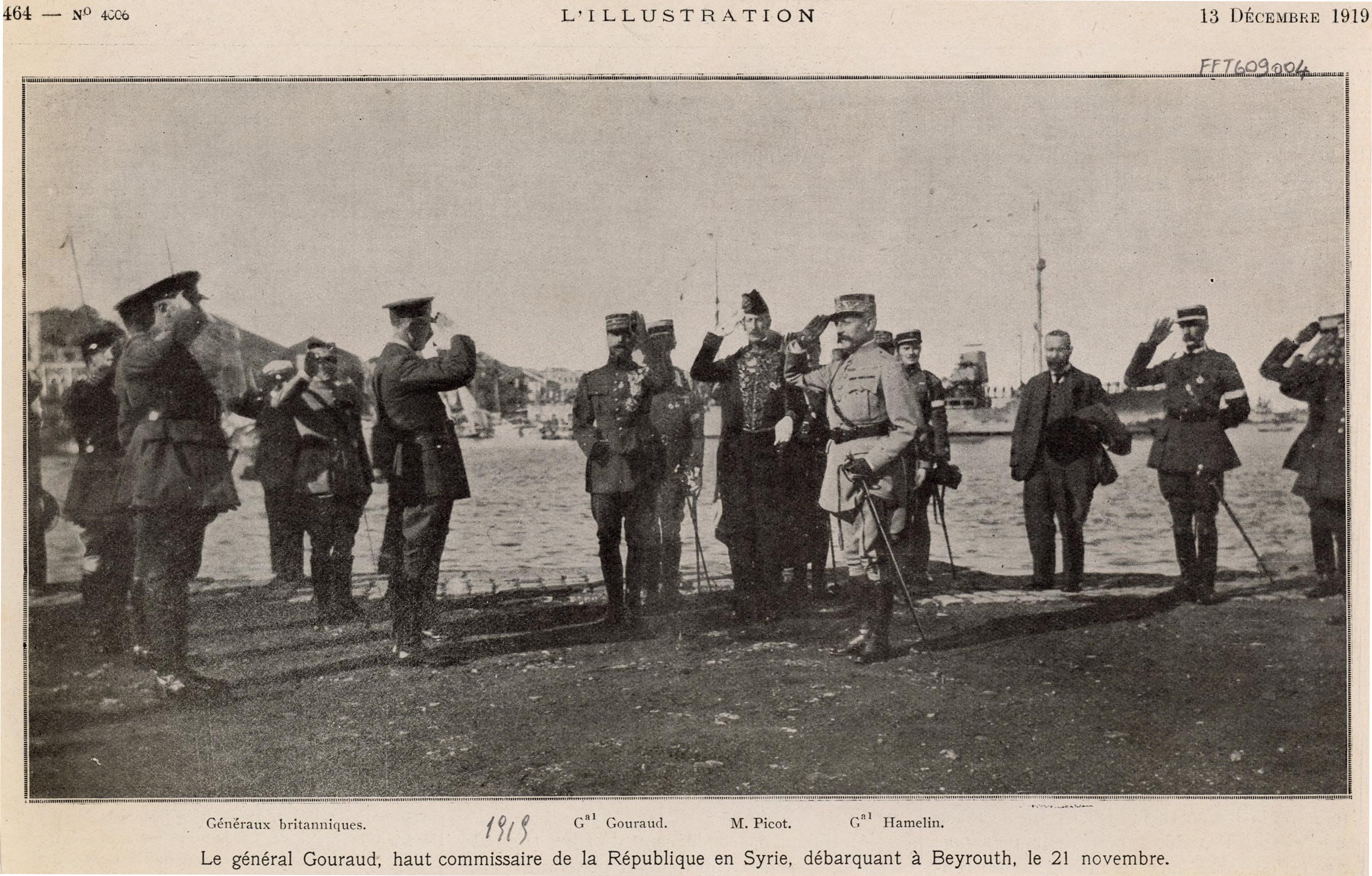
Le général Gouraud, haut commissaire de la République en Syrie, débarquant à Beyrouth, le 21 novembre 1919

Gouraud arrive à Beyrouth le 21 novembre 1919, quand la France obtient l'évacuation des troupes britanniques de la zone bleue des accords Sykes-Picot (Zone Ouest). Elles occupaient le Proche-Orient depuis la défaite de l'Empire Ottoman à l'automne 1918 Lors de son débarquement à Beyrouth, Gouraud prononce un discours mettant en avant les liens historiques unissant la France et la Syrie, par une référence aux Croisades puis aux Capitulations, mais il souligne aussi que les Français sont les « fils de la Révolution » et entendent garantir l'égalité de traitement entre les différents cultes.
La mission de Gouraud n'est pas claire : entre 1918 et 1920, la France hésite : d'une part, il y a sa « grande politique arabe » traditionnelle, c'est-à-dire la mise en place d'une grande Syrie autonome sous influence française avec l'émir Fayçal à sa tête ; et, d'autre part, sa « petite politique arabe », centrée sur les relations avec les Maronites, historiquement très francophiles.

Cette deuxième optique est privilégiée par Henri Gouraud. Le Proche-Orient devait être, selon lui, constitué d'une mosaïque de petits États divisés selon des critères confessionnels ; cela impliquait d'encourager les particularismes religieux (Liban, État des Alaouites, État des Druzes, etc). Le but est de favoriser les intérêts français et d’empêcher toute unité nationaliste. Gouraud eut donc recours à des stratégies similaires à celles employées en Afrique du Nord, notamment en manipulant les tribus, les confréries soufies et les Berbères. 
| |  |  |
| Version officielle du discours de Gouraud lors de son arrivée à Beyrouth. Archives de la Courneuve (Fonds Gouraud). |  |  |

L'historienne Julie d'Andurain insiste sur le fait que, durant la complexe année 1920, Gouraud est toujours en étroit contact avec les décideurs à Paris, et qu’il a tenté jusqu’au bout de trouver un compromis avec l'émir Fayçal. La guerre menée par les « bandes arabes » contre les Français et les revers de ces derniers en Cilicie a conduit à l’affrontement final. La création du Grand Liban correspond à toute une évolution politique commencée plusieurs années avant. Pendant ce temps, les Français se trouvent confrontés aux forces turques kémalistes en Cilicie. Dans cette région, ils avaient initialement espéré établir un refuge pour les populations arméniennes rescapées du Génocide perpétré par les Turcs.
La situation sur le terrain reste complexe : les populations arabes, notamment à travers l'enquête de la commission King-Crane (mai-août 1919), réaffirment leur désir d'indépendance. Afin de ne pas se compromettre avec les factions locales, Gouraud adopte une attitude prudente et attend les décisions de la Conférence de la Paix. Il évite  de se lier de manière exclusive aux catholiques les plus ardents de Syrie, ainsi qu’au groupe d’influence présenté par Auguste Terrier, dont les intérêts sont trop divergents.
Un mois après son arrivée, Gouraud reçoit des représentants de la communauté alaouite un message esquissant un rapprochement avec les autorités françaises. 76 notables de la montagne alaouite lui envoient un télégramme, sollicitant du général la formation d'un « syndicat autonome alaouites sous protection française ». Cet élément ne doit pas donner l'impression que les Alaouites étaient insensibles à la vision unitaire du nationalisme arabe de l'émir Fayçal : dès l'été 1919, a démarré dans la montagne alaouite une révolte ouverte contre les autorités françaises, menée par le Cheikh Salih el-Ali. Elle se terminera en 1921, lorsque Gouraud décrètera l'amnistie générale des rebelles.

### Campagne de Cilicie (1918-1921)

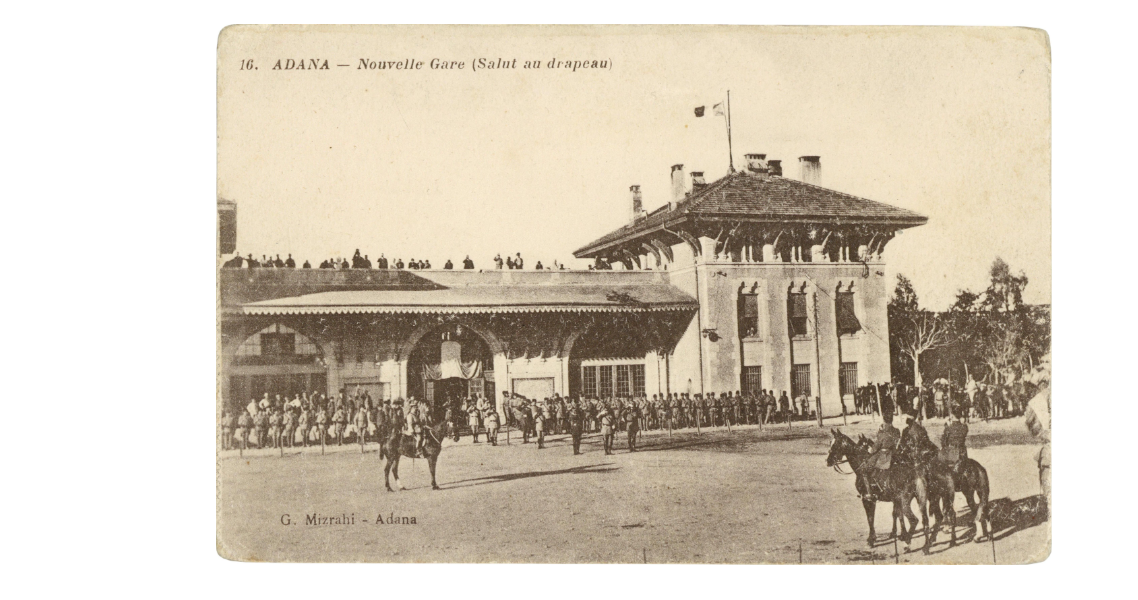
L'arrivée du général Gouraud à Adana, en 1920.

La Cilicie était un territoire turc, habité en grande majorité par des Turcs . Les Forces Nationalistes turques étaient déterminées à chasser les Français de Cilicie et lancèrent une guerre de guérilla à grande échelle.
En prévision de troubles avec les forces de Faysal à Damas, le général Gouraud avait gardé à Beyrouth une grande partie de son matériel important. Fait significatif,  les troupes françaises furent dispersées en petites garnisons de Mersin à Resulayn, à l'est d'Urfa. Les Français eurent de plus en plus de difficulté à consolider leur contrôle sur cette région. Paris n'avait fourni que 20 000 soldats environ pour maintenir l'ordre en Cilicie et en Syrie. Ces troupes comprenaient les restes des Légions arméniennes et syriennes ainsi que les unités françaises qui avaient précédé le général Gouraud au printemps et à l'été 1919. Le commandant en chef français se retrouva avec seulement deux divisions réduites à son arrivée à Beyrouth : la première était commandée par le général Julien Dufieux ; son quartier général était à Adana. La seconde était dirigée par le général Marie de Lamothe, son quartier général étant à Zahlé, dans la vallée de la Bekaa au Liban.
En Cilicie, les forces françaises commirent l'erreur d'armer les Arméniens locaux ; ceux-ci en profitèrent pour attaquer les Turcs, en envoyant des expéditions punitives dans l'intérieur, incendiant des villages turcs après avoir massacré leurs habitants. Le général Gouraud résuma la situation dans une note du 25 novembre 1920 en ces termes :
Auparavant, des armes avaient été distribuées aux Arméniens, soit pour défendre leurs villages, soit pour former des unités auxiliaires rattachées aux colonnes françaises opérant en Cilicie. Dans chaque cas, les Arméniens ont profité de cette retraite pour traiter les Turcs de la même manière que les Arméniens prétendent avoir été traités, en pillant et brûlant des villages et en massacrant des musulmans sans armes.

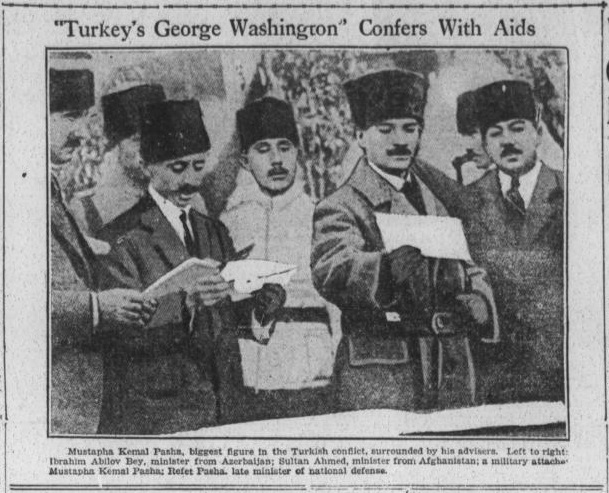
Le 13 octobre 1922, l’Abilene Daily Reporter, basé au Texas (États-Unis), qualifie Mustafa Kemal de « George Washington de la Turquie ».

Avant même l’arrivée de la Légion d’Orient en Cilicie, les exactions contre les musulmans de Syrie furent l'une des raisons majeures de l’avancée vers l’Anatolie et de la séparation entre la Légion arménienne et la Légion syrienne dès novembre 1918.
À partir de janvier 1920, les troupes de Gouraud furent déplacées vers le nord afin de soutenir les forces engagées dans la guerre franco-turque. Les Français avaient exercé une surveillance étroite sur leurs troupes musulmanes en Cilicie, allant jusqu'à bloquer leurs contacts avec la population locale. Mais certains désertèrent, par solidarité avec leurs frères musulmans turcs. Paris dut consacrer de plus en plus d'unités et de munitions pour maintenir l'ordre dans la région.

Le général Gouraud, à Beyrouth, suivait avec une inquiétude croissante l'évolution des hostilités en Cilicie. Dès mai 1920, la faiblesse militaire des Français les obligea à abandonner Maraş, Urfa et leur poste avancé de Pozantı. À Paris, l'opinion devenait de plus en plus critique face au coût croissant en argent et en vies humaines pour maintenir la position française en Cilicie. A ce moment, les troupes de Gouraud faisaient également face à des difficultés en Syrie : une rébellion avait nécessité une extension considérable des lignes françaises. L'armée française ne pouvait pas renforcer ses troupes ciliciennes à partir de celles présentes en Syrie, ni obtenir des renforts de la métropole. Gouraud ne cessait de demander plus de troupes. Pour le satisfaire, la France dut réduire sa présence à Istanbul et dans les Balkans – et sa position instable au Maroc.

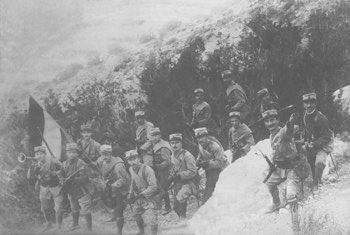
Photographie de volontaires de la Légion arménienne.

À la fin de 1920, la position française en Cilicie était intenable ; les villes, l'une après l'autre, avaient été conquises par les nationalistes turcs. Dépendants du chemin de fer pour les communications et le soutien logistique, les trop nombreuses petites garnisons françaises dispersées le long de la voie ferrée furent anéanties par les forces kémalistes.

Paniqués, les Arméniens lancent une action désespérée : ils proclament le 5 août 1920 la République arménienne de Mésopotamie cilicienne. Elle sera vite écrasée par les autorités françaises. Pendant ce temps, depuis Beyrouth, le général Gouraud prépare la reconquête d'Édesse.

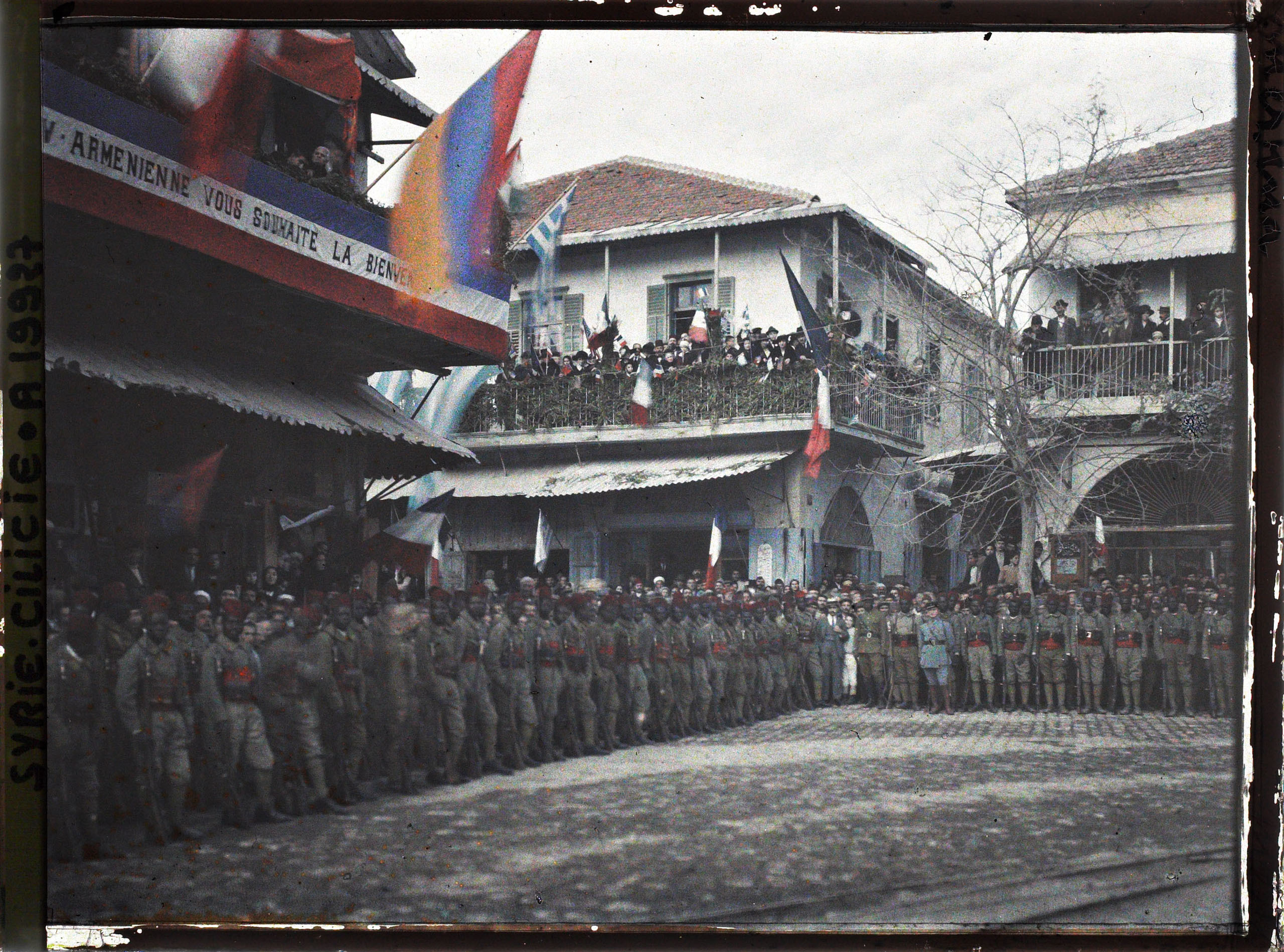
Le géneral Gouraud à Mersin, Turquie.

Le 20 octobre 1920, Paris signe le traité d'Ankara : il cède tous les territoires de Cilicie à la Turquie.
Début novembre, le général Gouraud et Mustafa Kemal Atatürk diffusent des déclarations publiques pour rassurer les populations chrétiennes. Ils insistent sur l’amnistie, l’égalité devant la loi et la punition de toute violation de l’accord d’Ankara. Comme l’expliqua Gouraud, il était dans l’intérêt des autorités turques de maintenir l’ordre. Selon un rapport militaire, une émigration massive des chrétiens ne pouvait être admise par les autorités françaises. En octobre 1921, les Arméniens de Maraş avaient dû payer de lourdes taxes pour être exemptés du service militaire ; des exactions avaient été commises contre eux. Beaucoup choisirent de fuir en territoire mandataire, en Syrie et au Liban, s'ajoutant aux réfugiés du Génocide Arménien.

### Les désaccords avec l'émir Fayçal

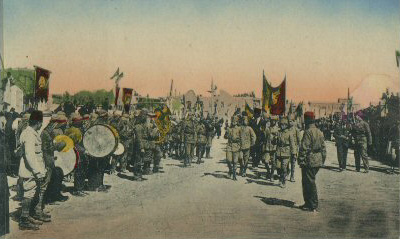
Proclamation de l'émir Fayçal roi de Syrie.

Après son arrivée à Beyrouth, le 14 janvier 1920, l'émir Fayçal fut confronté au général Gouraud ; ses griefs concernaient des attaques contre les troupes françaises et les villages chrétiens. Gouraud remit des listes d’officiers arabes et de leaders soupçonnés d'être impliqués. L'émir Fayçal devait également gérer un Congrès syrien de plus en plus nationaliste. Sa capacité à apaiser leurs sentiments anti-français dépendait de sa volonté de défier Gouraud. Ce dernier voulait un Liban séparé sous mandat français. Ainsi, l'accord de décembre 1919 entre l'émir Fayçal et Clemenceau devenait difficile à accepter pour l'émir Fayçal.
À la fin février 1920, l'émir Fayçal avait le choix : diriger le Congrès syrien ou s'en retirer. Il choisit la première option. Un rapport du lieutenant-commandant britannique Butler, envoyé à Beyrouth, souligna que l'émir Fayçal maintiendrait son engagement envers les Français, conscient que l’approbation d'une grande puissance lui était nécessaire. Le rapport confirmait aussi que l'émir Fayçal n'avait pas abandonné l'idée de collaborer avec la France.
Le Congrès général syrien, réuni à Damas, rejette catégoriquement tout accord avec la France, cherche à renforcer la position du prince l'émir Fayçal, et proclame, le 7 mars 1920, l'indépendance du royaume de Syrie incluant le Liban, la Palestine et la Mésopotamie. La déclaration stipule que les aspirations libanaises seraient préservées sous une administration séparée, détachée de toute influence étrangère. La déclaration syrienne d'indépendance provoqua des protestations à Beyrouth. Howayek envoya un télégramme à Millerand. La délégation libanaise protesta également à Paris, demandant une audience.

#### Écrasement du Royaume arabe de Syrie (1919-1920)
Entre novembre 1919 et mars 1920, Gouraud parvient à maintenir une communication régulière avec l'émir Fayçal, leurs rencontres physiques étant rares. Gouraud exige de l'émir Fayçal qu'il mette fin aux troubles dans lesquels il voit une anarchie. Elle s’apparenterait soit au madhisme africain, soit au bolchevisme. L'émir accuse la France de diviser la région pour mieux régner et d’armer les chrétiens contre les Arabes. La situation militaire se détériore. Depuis le début de la relève, les attaques des bandes se multiplient ; l'émir Fayçal avait d'abord réussi à les contenir ; une insurrection générale éclate fin janvier 1920. Le général Dufieux constate que la guerre est ouverte, particulièrement en Cilicie et dans les territoires orientaux. La proclamation de l'indépendance syrienne et la nomination de l'émir Fayçal comme roi le 7 mars 1920 exacerbent les tensions.

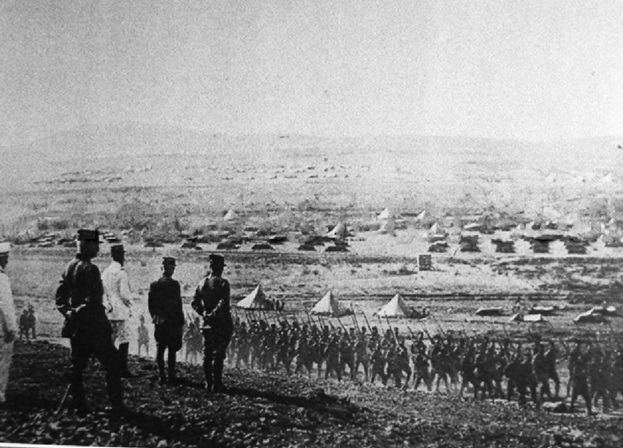
Gouraud inspectant ses troupes à Maysaloun.

Face à cette insurrection généralisée, Gouraud réclame des renforts et du matériel, mais se heurte à l'indifférence de Paris. La démobilisation rend difficile l'envoi de nouvelles troupes. En mai 1920, après l’aggravation de la situation, Clemenceau, désormais hors du gouvernement, adresse à Gouraud un message de soutien. Il reconnaît les difficultés mais souligne la confiance totale que lui accorde la France : « Vous n'êtes pas sur un lit de roses, mon cher ami, mais ça n’est pas ce que nous avons cherché. Quand le pays a besoin d’un homme, vous êtes là. ».

La confiance de Clemenceau envers Gouraud n'est pas partagée par tous. Alexandre Millerand, qui connait le général depuis 1915, désapprouve sa gestion de la situation en mai 1919. Cependant, sur le Levant, Millerand s’accorde avec Clemenceau et Poincaré : la France doit maintenir son influence. La proclamation de l'émir Fayçal comme roi de Syrie en mars 1920 inquiète Millerand : il redoute la perte du Liban et préfère une solution diplomatique pour éviter l’intervention militaire. L'accord de San Remo du 25 avril confirme les accords Sykes-Picot ; il suscite la colère des nationalistes arabes et dégrade la situation. L'émir Fayçal se rapproche des Britanniques, rejetant le mandat français, la guerre éclate avec la Syrie hachémite et la Turquie.

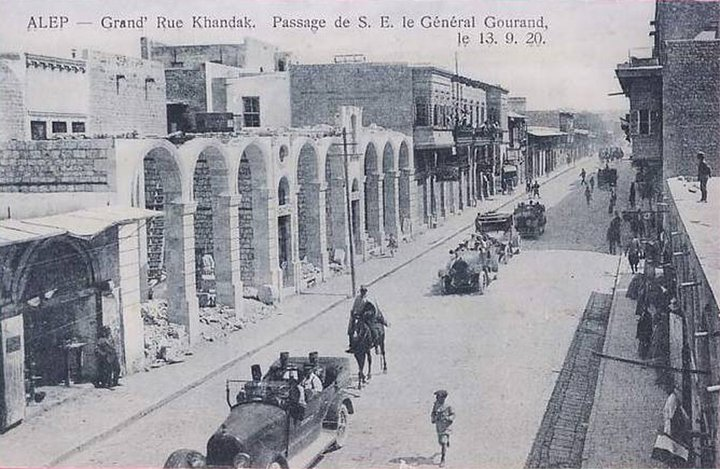
Le général Gouraud à Alep en 1920.

Gouraud est confronté à deux fronts ; il demande des renforts à Paris ; son absence de directives claires agace Millerand, qui envisage de le remplacer, mais reconnaît qu’il n’a pas donné de consignes précises. Il ordonne alors à Gouraud de préparer une offensive pour occuper Alep, Homs et Damas. Millerand avance avec prudence, n'osant pas revenir sur les engagements de Clemenceau. Robert de Caix critique Gouraud pour son manque de planification et soutient secrètement l’idée de faire marcher les troupes françaises sur Damas. Gouraud, soutenu par de Caix, reçoit finalement l’assurance que des renforts lui seront envoyés pour rétablir l’ordre en Syrie.
Gouraud adresse un ultimatum à l'émir Fayçal pour qu'il accepte le mandat français. La situation militaire est difficile, notamment sur le front turc. Gouraud décide de prendre des mesures radicales. Il réclame des renforts militaires à la France (35 000 hommes), renforce ses liens avec les maronites en annonçant le rattachement de la Bekaa au Liban. Face aux réponses dilatoires de l'émir Fayçal, Gouraud engage les hostilités. Le 14 juillet, l'émir Fayçal reçoit un deuxième ultimatum de Gouraud, détaillant cinq exigences : l'émir Fayçal, n'ayant pas le soutien du Congrès syrien, gagne du temps en dépêchant Sati al-Housri comme son envoyé. Après plusieurs jours de retard, et la dissolution du Congrès syrien, l'émir Fayçal et son gouvernement acceptent les conditions de Gouraud : la réponse arriva trop tard, Gouraud occupa le Bekaa, Zahlé et Wadi al-Harir.
Le 25 juillet, Gouraud occupe Damas. L'émir Fayçal, son frère Zaid et son gouvernement, s'enfuient vers le sud en train, en direction de Daraa.
La victoire militaire de Gouraud se transforme rapidement en échec politique : elle est perçue par les populations locales comme un coup de force contre un gouvernement légitime. Gouraud est caricaturé par les communistes comme représentant d'une France catholique et anti-arabe. En même temps, une partie de la France laïque, à laquelle appartient Millerand, ne pardonne pas à Gouraud d’avoir fait le jeu des Maronites contre l'émir Fayçal.

#### Proclamation du Grand-Liban (1erseptembre 1920)

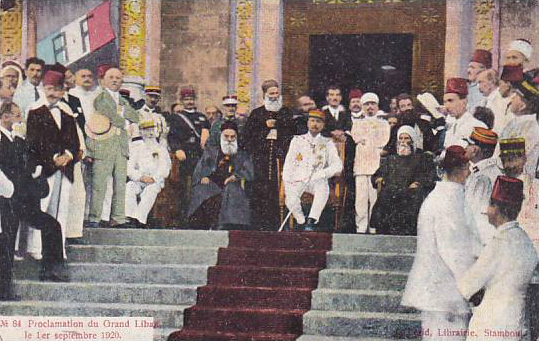
En 1920 au Liban avec le Grand Mufti de Beyrout, Cheik, et le Patriarche maronite Elias Hoyek.

À la fin du mois d’août, Gouraud prépare les quatre arrêtés nécessaires à la mise en place des nouvelles frontières libanaises. Le premier arrêté (Arrêté No 299) réunit les cazas de Hasbaya, Rachaya, Békaa et Baalbeck au Liban. Le second (Arrêté No 320) dissout les deux circonscriptions administratives du vilayet de Beyrouth. Le troisième (Arrêté No 321) abolit le Territoire autonome du Liban, précédemment sous administration ottomane. Enfin, le quatrième arrêté (Arrêté No 318) officialise la proclamation du Grand Liban. Le 1er septembre, la moutassarifyat du Mont-Liban est dissoute et le drapeau du Grand Liban, tricolore au cèdre, est adopté. C'est sur le perron de la Résidence des Pins que le général Gouraud proclame, ce jour-même, la création du Grand-Liban en y annexant le mont Liban, la vallée de la Békaa et les villes côtières conformément aux souhaits émis par les Maronites:
« Au bord de la mer légendaire qui vit les trirèmes de la Phénicie, de la Grèce et de Rome, qui porta par le monde vos pères [et] par devant tous ces témoins de vos espoirs, de vos luttes et de votre victoire, c’est en partageant votre joie et votre fierté que je proclame solennellement le Grand-Liban, et qu’au nom du Gouvernement de la République Française, je le salue dans sa grandeur et sa force, du Nahr El kébir aux portes de Palestine et aux crêtes de l’Anti-Liban. […] Avec la fertile Békaa, dont l’inoubliable journée de Zahlé a consacré l’union réparatrice.Avec Beyrouth, port principal du nouvel Etat, siège de son Gouvernement. […], [avec Tripoli, Sidon et Tyr], au passé fameux, qui de cette union à une grande patrie tireront une jeunesse nouvelle. N’oubliez pas non plus que vous devez être prêts, pour votre nouvelle patrie, à de réels sacrifices. Une patrie ne se crée que par l’effacement de l’individualisme devant l’intérêt général, commandé par la foi dans les destinées nationales. »
Cependant, la France se trouve confrontée à des résistances armées, notamment dans la région du Djebel el-Druze, où l'opposition au mandat persiste.

#### Tentative d'assassinat (23 juin 1921)
L’attaque de train à Ghazalé en août 1920, qui cible les autorités françaises et le gouvernement de Damas, met en lumière la force et l’organisation de cette résistance. Cette révolte, bien que désorganisée, reçoit l’appui implicite de Fayçal, qui se rapproche des rebelles, et symbolise le défi de la souveraineté française en Syrie. La question des frontières, en particulier la délimitation entre la Syrie et la Palestine, ainsi que les relations avec les puissances voisines comme la Jordanie (sous la direction de l'émir Abdallah), ajoutent une couche de complexité supplémentaire.
Le 23 juin 1921, Gouraud tombe dans une embuscade sur la route entre Damas et Kuneitra ; elle est organisée notamment par un Libanais favorable à un royaume arabe sous égide hachémite, Adham Khanjar. Le traducteur de Gouraud est tué d'une balle dans la tête, le général s'en sort indemne, tout comme Georges Catroux et Haqqi al-Azm, le gouverneur de Damas, qui l'accompagnaient. Trois balles ont perforé sa manche vide (Gouraud est manchot depuis la bataille des Dardannelles). Les agresseurs ont été mis en fuite par le général Mariano Goybet et le consul général Carlier, secrétaire général adjoint du haut-commissariat de France en Syrie et au Liban, eux-mêmes attaqués et qui suivaient dans une deuxième voiture.[réf. nécessaire]
Catroux ouvre une enquête ; elle identifie rapidement un chef syrien, Ahmed Muraywid, proche de l'émir de Transjordanie Abdallah. Ahmed Muraywid aurait annoncé la mort de Gouraud, puis aurait fui en Transjordanie (alors sous mandat britannique) quand l'échec de l'attentat fut connu. L'enquête finit par remonter jusqu'à l'émir Abdallah et Ibrahim Hanano, nationaliste syrien fondateur du bloc national syrien hostile à la présence française et réfugié dans la zone mandataire anglaise. Gouraud se tourne vers les Britanniques pour punir les coupables. Il n'obtient que des promesses. Les relations entre les Anglais et les Français en Orient se dégradent encore. Le haut-commissariat français regarde désormais avec méfiance l'ensemble de la famille hachémite, l'émir Fayçal compris.

### Mandat en Syrie et au Liban
Après la proclamation de l'État du Grand Liban le 1er septembre 1920, il annonça également les États de Damas et d'Alep, puis l'État des Druzes en mars 1922, et le Territoire des Alaouites en juillet de la même année.
|                                                                               |  |  |
| Visite du général Gouraud à Tripoli (retouchée) et à Beit-ed-Dine (vers 1921) |  |  |

En 1922, il met en place une Fédération syrienne ; à sa tête, il place Soubhi Bey Barakat. Issu d'une grande famille de notables d'Antioche, cet ancien responsable militaire proche de l'émir Fayçal a été l'ennemi des Français au moment de la prise de Damas. Au début, le mandataire exprime des réserves quant à l'intégration du Liban dans ce nouvel ensemble territorial. Cette idée inquiète des Libanais, en particulier parmi les Maronites. Le 20 avril 1921, Henri Gouraud confirme l’indépendance du Liban et envisage la possibilité d’une alliance économique. Il déclare :
« Je pense répondre encore à l’une de vos préoccupations en ajoutant quelques mots sur nos intentions concernant la Syrie. L’indépendance du Liban, solennellement proclamée, ne risque rien, mais ce pays côtier ne peut subsister avec une séparation totale d'avec la Syrie intérieure. Je vois, pour l’instant, un moyen de concilier le souci légitime d’indépendance avec les nécessités économiques du pays, en constituant une union économique, dont les modalités devront être définies par des accords conclus d’État à État, sous l’arbitrage impartial du représentant de la puissance mandataire. »
Dans le discours prononcé à l'occasion du premier anniversaire du Grand Liban, le 1er septembre 1921, Henri Gouraud insiste sur le fait que l’État libanais restera solide et stable, malgré les divisions religieuses qui le traversent ; la première année de l’existence du Grand Liban a été féconde ; il souligne les progrès accomplis malgré les défis. Lors de l’ouverture du Conseil représentatif, le 25 mai 1922, il réitère son engagement envers la pérennité du Grand Liban, et affirme que l’unité de l’État sera préservée, en dépit des tensions internes.

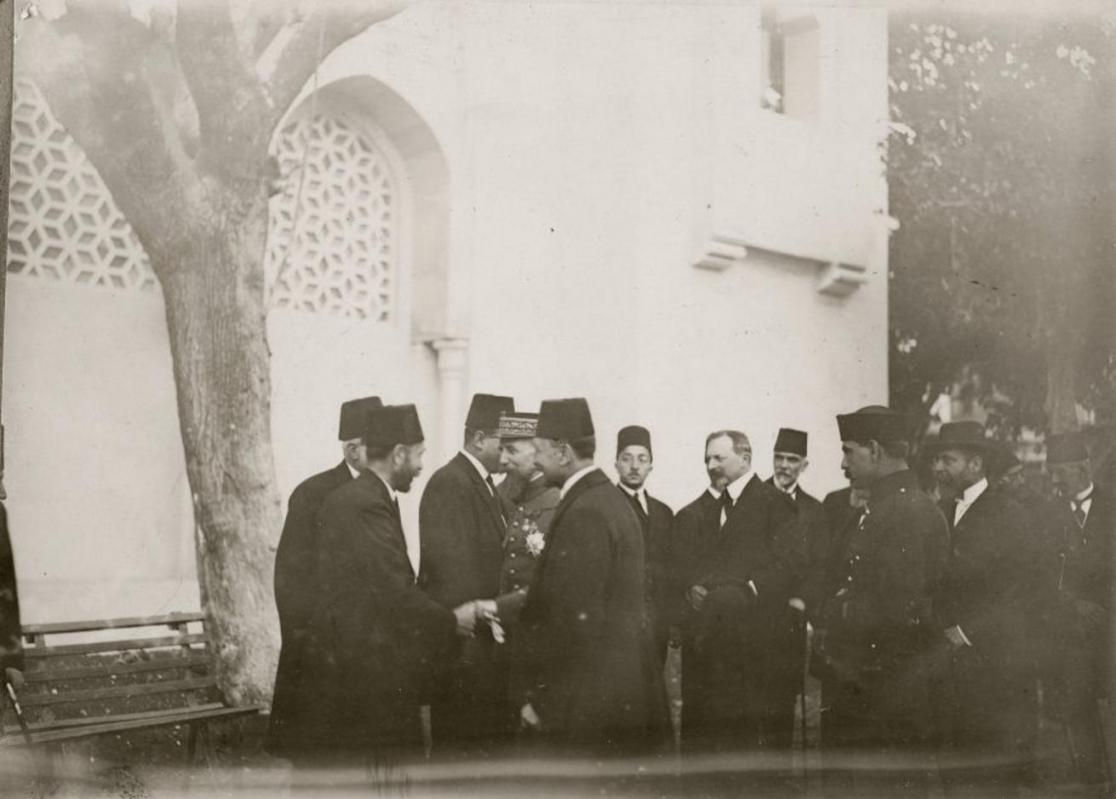
Inauguration de la Foire-Exposition. Le général Gouraud et Hakki Bey el-Kazem, gouverneur de l'État de Damas, devant le pavillon de Damas à Beyrouth. (avril-mai 1921)

Gouraud plaide pour une fédération syrienne respectueuse des aspirations locales ; ses efforts sont ignorés par une France fatiguée et qui ne s'y intéresse plus. Gouraud souhaite une Syrie forte, capable de résister à la Turquie créée au même moment par Mustafa Kemal. Cette idée centrale guide sa réflexion sur l’organisation de l'État syrien. Robert de Caix, son adjoint, partage ce point de vue. Toutefois, dans le processus de mise en place de la « Grande Syrie », ils prennent conscience des tensions engendrées : Alep ne veut pas que Damas domine ; Damas ne veut pas que Beyrouth devienne une capitale ; et Beyrouth refuse de financer les Syriens. Ces tensions locales se manifestent au grand jour. Gouraud et Robert de Caix proposent alors un modèle fédéral. Inspirés par le modèle américain, ils envisagent des « États-Unis de Syrie » :  réunir sous la bannière française tous les États de la région. proposition était pragmatique plutôt que cynique ou stratégique[pas clair].
Le 21 juin 1922, Gouraud annonce la formation de la Fédération syrienne, formellement organisée par l’arrêté du 29 juin 1922
Dès son arrivée, le général Gouraud entreprend la réorganisation du pays sans attendre la résolution des conflits militaires et politiques. Les années syriennes d'Henri Gouraud contribuent au développement économique de l'intérieur de la Syrie : le tourisme, en particulier des sites archéologiques, et le commerce, sont pensés comme des outils de développement par la commission Lenail venue en 1921 étudier le potentiel du pays,.
Le 20 avril 1921, Henri Gouraud rencontre plusieurs acteurs économiques français qui envisagent d'investir compétences et capitaux au Liban. Il souligne que les efforts économiques doivent se poursuivre, notamment dans le domaine du tourisme. Le 22 septembre 1921, depuis Tripoli, Henri Gouraud exhorte les habitants à construire des hôtels pour aménager le « superbe paysage », et attirer ainsi les touristes français et orientaux. Le 30 avril 1921, Beyrouth accueillait sa première Foire internationale.
Le Général Gouraud pose les premiers jalons de l’acquisition des immeubles de la Résidence des Pins, à l’installation encore rudimentaire. Il s’inspire de la Résidence de Lyautey à Rabat pour l’aménager. Par une Convention du 28 septembre 1921, la famille Sursock céda, contre 1 850 000 FF, ses droits à l’Etat français, qui devint propriétaire des bâtiments. Une barrière de bois séparait alors la Résidence de l’hippodrome.
Gouraud souhaite s'appuyer sur le développement économique du pays pour prévenir les tensions qu'il sent monter, en particulier chez les Druzes. Ses projets de développement pour le Levant sont cependant compromis par la baisse drastique de son budget  : 185 millions de francs en 1920, 120 millions en 1921, 50 millions en 1922. Le général réclame à plusieurs reprises des fonds pour développer un système politique fidèle à « l’esprit du mandat ». Estimant qu'on ne lui donne pas les moyens nécessaires, il présente sa démission et rentre en France.

## Retour à Paris

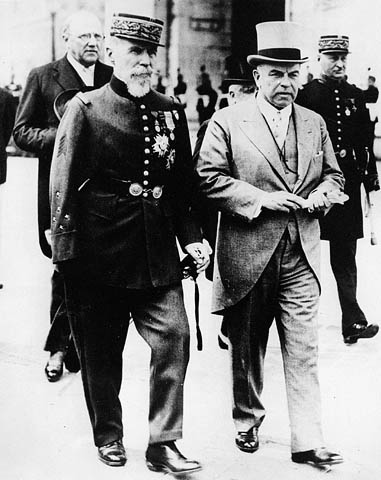
William Lyon Mackenzie King et Gouraud se rendent à la stèle du soldat inconnu.

### Globe-trotter et diplomate
De retour à Paris en octobre 1922, il est salué par le président du Conseil, Raymond Poincaré, comme « le pacificateur et l’organisateur de la Syrie ». Nommé membre du Conseil supérieur de la guerre, il devient membre de l'Académie des Inscriptions et Belles-Lettres de Paris.
Au cours d'un voyage en 1923 aux États-Unis, il apprend sa nomination au poste de gouverneur militaire de Paris, poste qui le place désormais dans des fonctions éminemment représentatives et de nature diplomatiques. Il effectue plusieurs tournées à l'étranger, notamment aux États-Unis et au Mali, à l'occasion du cinquantenaire de la conquête. Pour les Français, il est l'incarnation vivante de l'héroïsme des Poilus. L'historienne Julie d'Andurain affirme :  « Il a été, dit-on, le plus célèbre des généraux français en Amérique, à Hollywood en particulier ».
Gouraud n'est pas seulement militaire. Tout au long de sa carrière, il fait preuve de curiosité pour les pays qu'il visite, se passionnant pour les peuples et les territoires qu'il explore. Il constitue une collection de photographies, de plus de dix mille pièces ; certaines sont les premières prises de régions encore peu connues, comme la Mauritanie. Cette collection, aujourd'hui précieuse, constitue une source inestimable pour les historiens de l'Afrique et du Proche-Orient.
Aux obsèques du président des États-Unis, Warren G. Harding, en août de 1923, il représente le gouvernement français comme ambassadeur extraordinaire. En septembre 1925, il inaugure la crypte et les plaques commémoratives du monument Aux Morts des Armées de Champagne à la ferme Navarin, entre les villages de Souain-Perthes-lès-Hurlus et Sommepy-Tahure, dans le département de la Marne. En juin 1933, il autorise son patronage à l’exposition Visions féeriques d’Orient de l'architecte orientaliste Alexandre Raymond.

L'arrivée d'Hitler au pouvoir en 1933 inquiète le général Henri Gouraud. En mai 1940, dans un discours aux vétérans de la Rainbow Division, il rappelle la nécessité de lutter contre la barbarie, incarnée par Hitler :

 « La guerre a éclaté à nouveau par un mensonge allemand, comme celle de 1870, comme celle de 1914. […] Comme il y a vingt ans, nous irons jusqu’au bout ! D’autant que nos adversaires font la guerre comme des sauvages. Quelqu’un m’écrivait en parlant d’Hitler : “C’est un Attila” ! Je lui ai répondu : “Oui, mais plus coupable, car Hitler est né dans des temps civilisés.” Or, vous savez ce qu’ont été les massacres de 1934 à Berlin et à Munich, 5 à 600 personnes fusillées sans jugement dans ces deux villes. En Pologne, les professeurs de l’université de Varsovie meurent les uns après les autres dans les camps de concentration ; […] ce sont des ordres donnés par le Gouvernement, qui en supprimant les intellectuels veut disposer du peuple polonais et du peuple tchèque comme d’esclaves. »
Cette vigilance à l'égard des menaces extérieures se double d'une sensibilité particulière à l'objection de conscience. Dès sa prise de commandement à la tête du gouvernement militaire de Paris, Gouraud s'attaque à la propagande communiste dans l'armée, particulièrement dans les troupes et services stationnés à Paris. En décembre 1924, une décision ministérielle lui ordonne de lutter contre cette propagande, exprimée par des publications satiriques ou libertaires, souvent à connotation chrétienne ou communiste (comme Le Journal du peuple, Le Réveil ouvrier, Le Socialiste chrétien, etc.).
Dans le contexte de la guerre du Rif, la Ligue des droits de l'homme parvient à réunir pacifistes et communistes autour de l'objection de conscience et de la dénonciation des guerres coloniales. Cette mouvance est perçue par Gouraud comme une forme de subversion, dont les racines seraient ancrées dans Paris et ses environs, en particulier dans la "zone" parisienne, où la presse joue un rôle majeur de diffusion.

Malgré les mesures prises pour interdire les publications antimilitaristes et les tracts distribués dans les gares, les autorités militaires de Paris peinent à contenir cette agitation. Dans une lettre adressée au ministre de la Guerre et des Pensions en 1933, Gouraud exprime son impuissance face à l'inefficacité des actions menées, qui incluent la surveillance des chefs de tous ordres, les causeries, la gestion du moral des soldats et les liens avec la préfecture de police pour la répression. Ces efforts demeurent insuffisants pour endiguer l'influence de cette propagande dans les rangs militaires.

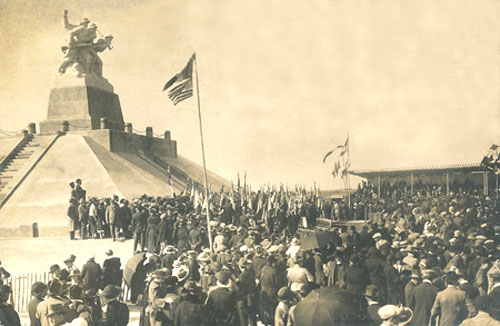
Inhumation du Général Gouraud à Navarin.

### Fin de vie
En 1937, à l'âge de 70 ans, il quitte le gouvernement militaire de Paris. Il quitte la capitale pour Royat, à côté de Clermont-Ferrand.
Le général Henri Gouraud quitte Paris le 13 juin 1940, veille de l’entrée des troupes allemandes, et se dirige d’abord vers la Bretagne, avant de rejoindre le Maroc en traversant l’Espagne. Arrivé à Rabat au moment de l’armistice, il envisage un retour en France, où il s’installe dans le Massif central. Malgré ses tentatives d’écriture, notamment en proposant au maréchal Pétain de préfacer un ouvrage honorant l’armée française, il se heurte à des refus, y compris de l'éditeur, ce qui témoigne de l’isolement croissant de l’officier.
Après 1940, refusant d’admettre la défaite et la collaboration, il se réfugie dans la religion et finalement dans un travail d’écriture centré sur son activité en Afrique.
Il ne revient à Paris qu'à la fin de la guerre, en mai 1945 mais sa santé se détériore rapidement. Après un dernier voyage en Normandie, il meurt à Paris (dans l'arrondissement où il était né) le 16 septembre 1946, quelques mois après la fin du mandat français en Syrie.
Le Gouvernement provisoire de la République française, présidé par Georges Bidault, lui rend un dernier hommage par des obsèques nationales le 26 septembre 1946 devant le monument Aux Morts des Armées de Champagne à Navarin. Conformément à ses dernières volontés, le général Gouraud est inhumé dans la crypte de ce monument-ossuaire  « au milieu de ses soldats de la IVe armée qu'il a tant aimés », son képi et sa montre sont en dépôt au fort de la Pompelle, clef de la défense de Reims.

## Postérité

### Regard contrasté en Syrie et au Liban

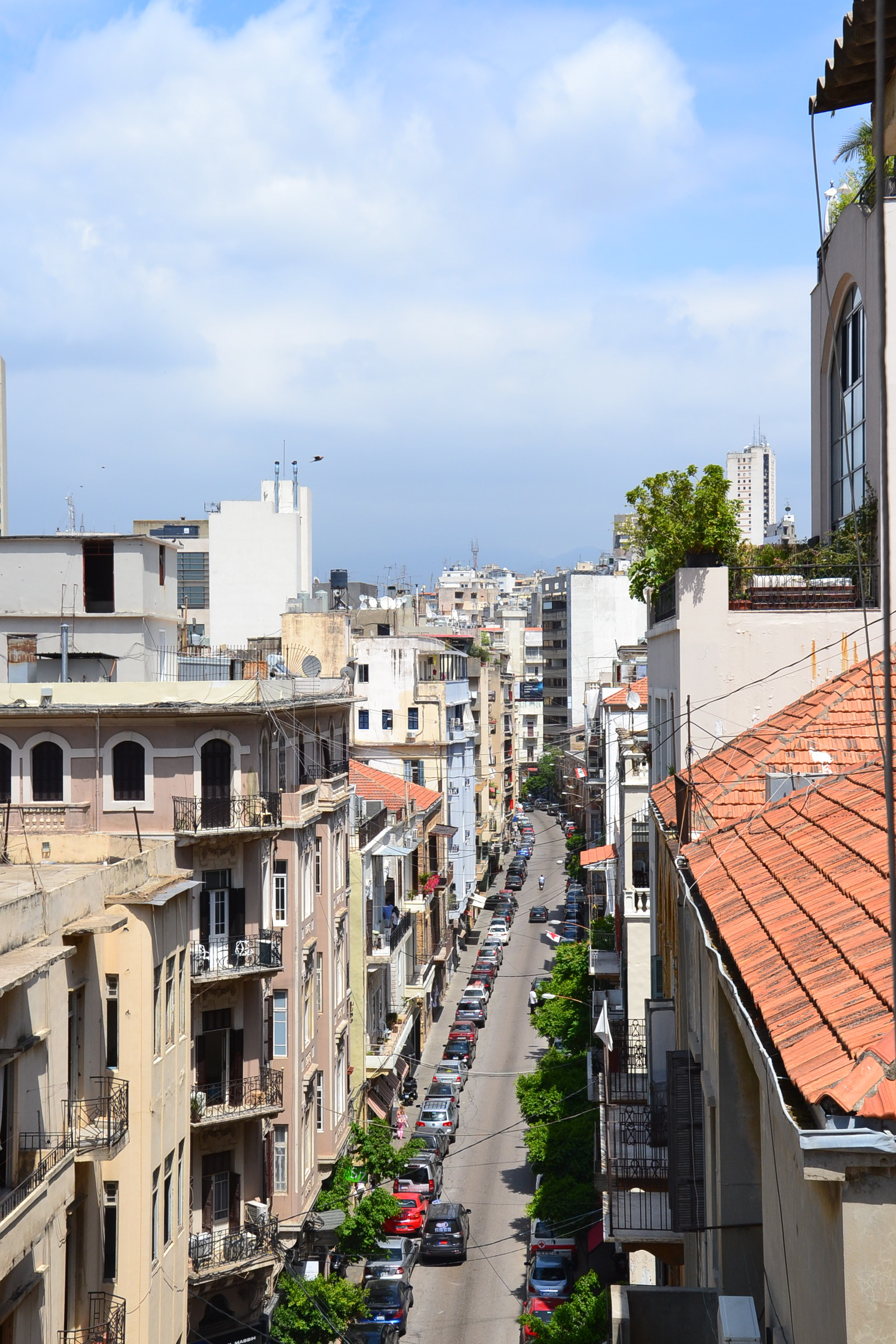
Vue sur la rue Gouraud, Achrafieh.

Henri Gouraud incarne deux visages dans la mémoire collective syro-libanaise.
En Syrie, son héritage est lié à la répression brutale du nationalisme syrien. En 1920, après sa victoire sur les forces syriennes, il entre à Damas, marquant symboliquement la domination française et l’écrasement des aspirations à l'indépendance. En revanche, au Liban, il est reconnu pour son rôle dans la proclamation du Grand Liban en 1920, sous mandat français, événement qui marque un tournant dans l’histoire du pays.
Grâce aux nouveaux tracés des deux pays, le Liban prend un avantage considérable sur le plan économique. Avec les ports de Beyrouth et de Tripoli, le Liban a le potentiel pour servir d’interface portuaire au Proche-Orient arabe. Mais cette situation sera vite contrariée par son voisin syrien. Ce nouveau tracé fait enrager les nationalistes syriens, qui, encore aujourd'hui, considèrent que la Syrie historique a été amputée de son territoire « naturel ». Son territoire passe de 300.000 à 185.000 km². Avec ses frontières actuelles, la Syrie prend son indépendance le 17 avril 1946.
En 1950, les dirigeants syriens exigent un rééquilibrage des modalités de l'union douanière qui unit le Liban et la Syrie. La rupture entre le Liban libéral et la Syrie dirigiste est consommée. Le 30 septembre 1954, Michel Chiha, écrit à l'adresse de Khaled el-Azem, Premier ministre syrien de l'époque : « L'union économique intégrale […] est beaucoup plus politique qu'économique […] Que ne dit-il ouvertement qu'il veut d'un contrôle syrien, d'une domination syrienne sur le Liban. »

### Le «neuveu de Gouraud»
À l'occasion du 73e anniversaire de la fête de l'indépendance et du retrait du dernier soldat français de Syrie, les Syriens ont assisté à la visite de l'écrivain français Jean-Louis Gouraud, qui a présenté des excuses pour les crimes commis par ce qu'il a qualifié de son "grand-père". Cependant, le chercheur et historien damascène Sami Moubayed a rapidement révélé que Jean-Louis Gouraud n'est pas le petit-fils du général, qui n'a jamais été marié et n'a pas eu d'enfants. Selon Moubayed, Jean-Louis est en réalité le fils du frère du général.
D'une part, les médias locaux ont vu dans la visite du membre de la famille française, coïncidant avec l'anniversaire de l'indépendance, une occasion de mettre en lumière les excuses présentées au peuple syrien pour les crimes commis pendant le mandat français. Certains ont même affirmé que le relaie de la fausse information était volontaire : les rencontres exclusives via Sputnik et l'Agence de presse syrienne ont présenté Jean-Louis Gouraud comme le petit-fils du général,. L'agence de presse syrienne a même prétendu que l'invité était le petit-fils de l'homme qui avait bombardé Damas à l'artillerie, mais en réalité, Damas n'a été bombardée qu'à deux reprises : la première en 1925 sous le mandat de Maurice Sarrail et la seconde en 1945 sous le commandement du général Olivier Rogy. Par conséquent, le général Gouraud n'a pas été impliqué dans ces bombardements, car il avait quitté Damas en 1923 pour devenir gouverneur militaire de Paris, soit deux ans avant le premier bombardement. Il semble que les médias officiels ne sachent même pas qui était le général Gouraud. Dans une interview diffusée sur l'actualités syrienne, le général Charles de Gaulle a été montré en train de parler, mais présenté comme étant le général Gouraud.
Youssef Ibrahim, directeur des programmes à la télévision d'État syrienne, a préféré ne pas contredire Moubayed, reconnaissant que l'historien avait fait des recherches approfondies sur le sujet. Cependant, Ibrahim a soutenu que, que Jean-Louis soit un petit-fils ou non, cela ne changeait pas le fait qu'il était un héritier de la famille Gouraud et qu'il avait eu le courage de présenter des excuses. Il a ajouté : « L'épisode, soigneusement préparé, a présenté l'idée du retrait français de Syrie, en parallèle avec l'arrivée de ce que nous pouvons appeler l'héritier du général Gouraud, surtout qu'il s'est excusé pour les crimes commis par le frère de son grand-père, si nous considérons cela. » Ibrahim a poursuivi : « Que devrions-nous appeler le frère du grand-père ? Par respect pour son âge, bien sûr, nous devrions l'appeler le grand-père. »
D'autre part, les observateurs des affaires syriennes ne se sont pas trop intéressés à la controverse. Ils ont vu cela comme une diversion visant à obtenir des avantages politiques en faveur de Damas.

### Controverse sur la visite du tombeau de Saladin
Alain Tami rapporte une anecdote apocryphe controversée : en juillet 1920, le premier geste symbolique d'Henri Gouraud, en tant que Haut-commissaire de la République en Syrie, aurait été, lorsqu'il entra dans Damas, d'aller visiter le tombeau de Saladin. Selon certaines sources, il aurait déclaré alors : « Réveille-toi, Saladin, nous sommes de retour. Ma présence ici consacre la victoire de la croix sur le croissant ».
Cette phrase est rapportée dès 1926 par Pierre Mazière. Perçue comme une provocation envers le monde musulman, elle nourrit une légende noire autour de son personnage.
Certains sont allés jusqu'à établir un lien entre la visite de Gouraud à Damas et celle d'Adolf Hitler à Paris, le 23 juin 1940, où il demanda à être conduit au tombeau de Napoléon aux Invalides.

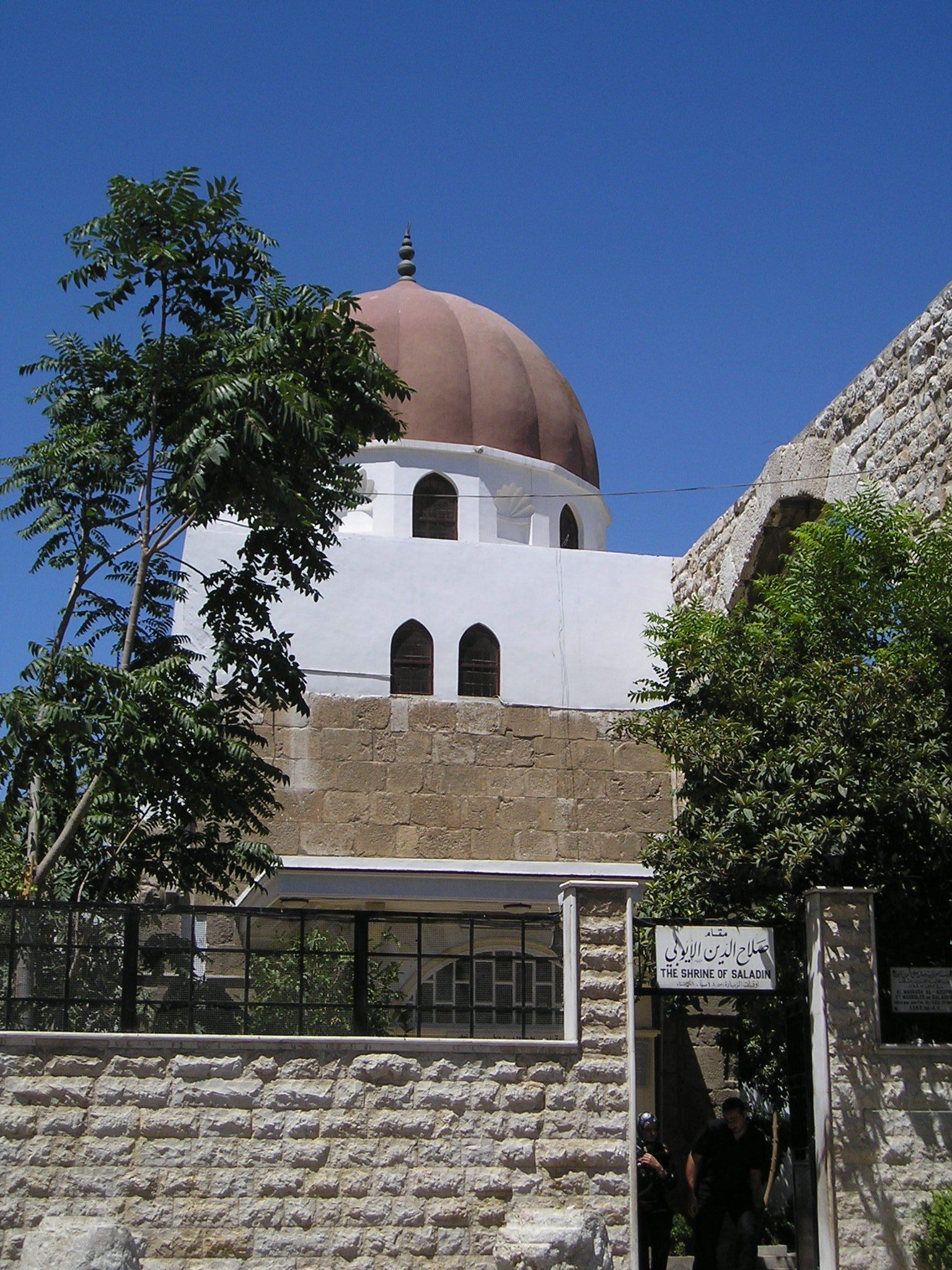
Entrée du mausolée de Saladin, Damas.

Cette référence apparaît aussi dans les mémoires de l'ancien Haut-Commissaire français Gabriel Puaux, Deux Années au Levant. Puaux raconte que Gouraud se tenait devant la pierre tombale et aurait dit : « Saladin, nous voilà ».
En 2012, l'historienne française Anne-Marie Edde publia un ouvrage important sur Saladin, l'ouvrant sur la citation de Gouraud, tirée des mémoires de Puaux. Gouraud avait toutes les raisons de faire cette déclaration : il considérait Damas comme une « forteresse invaincue qui défiait les assauts des Francs, la capitale et le lieu de sépulture du grand Saladin. »
Cependant, Puaux n'était pas avec Gouraud lorsqu'il entra pour la première fois à Damas en 1920 : il ne vint dans la ville qu'en 1938, en tant que haut-commissaire. Il doit donc avoir entendu l'histoire des habitants locaux ; à la fin des années 1930, de nombreux Syriens la citaient fréquemment. En mars 1958, le président égyptien Gamal Abdel Nasser fit une visite guidée de la vieille ville ; le président Kouatli s'arrêta devant le tombeau de Saladin et répéta exactement la même histoire. Nasser y prit grand plaisir et commença lui-même à la répéter ; depuis, tout le monde l'a considérée comme un fait incontesté.
Un examen attentif nous ramène à un récit publié par l'historien français Louis Garros dans Le Monde en 1970, à l'occasion du 50e anniversaire de l'occupation française de la Syrie. Garros a servi dans l'armée de Gouraud ; il raconte qu'« un général » entra dans le mausolée de Saladin, (sans toutefois mentionner explicitement Gouraud) et que ce général aurait dit : « Saladin, nous voici. ».

Il pourrait s'agir soit de Gouraud, soit de son commandant en chef Mariano Goybet, qui occupa effectivement Damas le 25 juillet 1920. Gouraud, quant à lui, n'entra dans la ville que le 7 août 1920. Comme tout général en charge, il était accompagné d'une armée de correspondants et de journalistes français. Parmi eux :  Maria Rosette Shapira qui couvrait l'occupation de la Syrie pour le journal français L'Illustration ; Myriam Harry qui publia son premier reportage depuis Damas le 21 août, intitulé Le Général Gouraud à Damas, et qui raconte que Gouraud visita la mosquée des Omeyyades avant de se rendre au tombeau de Saladin, où il s'assit à l'extérieur, à l'ombre d'un citronnier. Il n'entra pas dans le tombeau de Saladin. Myriam Harry rapporte la phrase suivante : « Nous n'entrons point dans le mausolée, que nous avons visité à notre premier séjour », puis Gouraud retourna à la mosquée où il fut reçu par divers dignitaires musulmans, avant de se diriger vers le quartier al-Midan, en dehors de la vieille ville. Selon Myriam Harry, le ton de Gouraud avec ces hommes était conciliant. Elle rapporte qu’il les assura de son impartialité religieuse et de son désir de maintenir l'indépendance arabe.

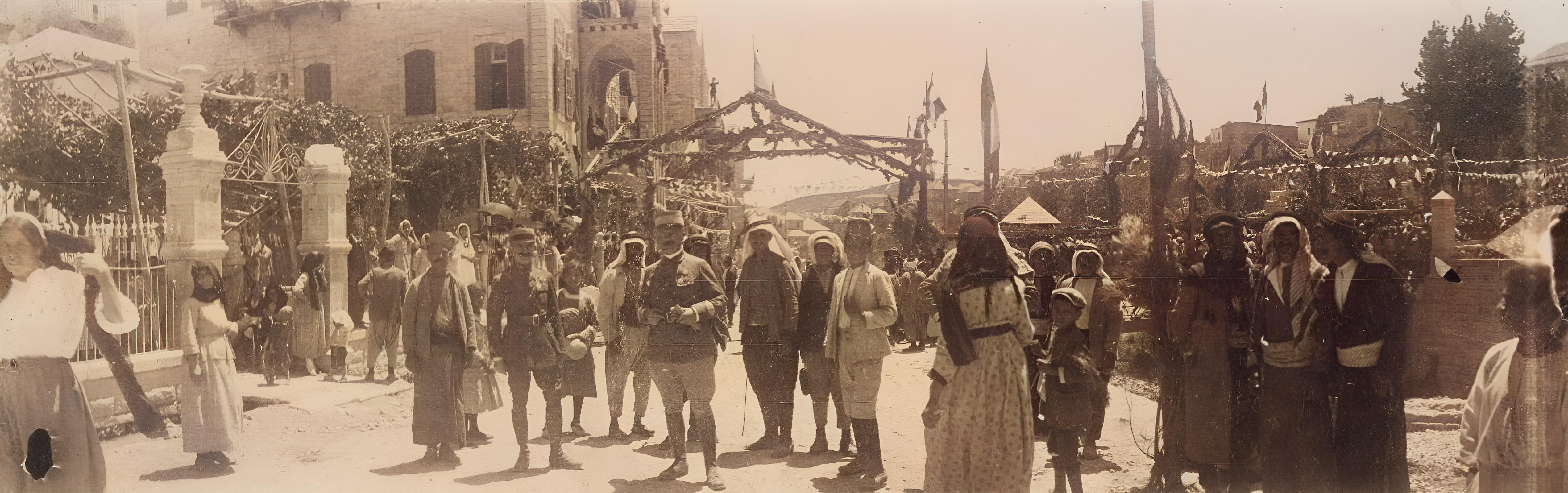
Le général Goybet le 17 août 1920 devant le palais Azem où résidait l'émir Fayçal à Damas, Syrie. (retouchée)

Le reportage suggère qu'il s'agissait de la deuxième visite d'officiers français au tombeau de Saladin, et non de la première. La première avait eu lieu quelques jours plus tôt, sous la conduite du général Goybet. Étant donné que c'était la première visite de Gouraud à Damas, la phrase implique que Harry avait visité le tombeau avec Goybet : ce qui s'était passé lors de cette occasion antérieure était suffisamment controversé pour que Gouraud affiche son intention de ne pas entrer lui-même lors de sa première visite. L'absence de toute référence à la visite de Goybet au tombeau dans le premier article de Harry, mais la mention de celle-ci dans le second, permet de laisser planer un soupçon : c'est au cours de la visite de Goybet qu'un propos « obscène » aurait été prononcé par un Français ; cela expliquerait pourquoi Gouraud décida de ne pas entrer :  ne pas ajouter l'insulte à l'injure. La visite de Goybet est mentionnée dans le second reportage, daté du 11 septembre 1920, et non dans le premier, ce qui suggère qu'elle eut lieu entre le 21 août et le 11 septembre.

Goybet avait lui-même écrit un récit de cet événement dans la « Revue des Troupes du Levant » en janvier 1937 ; il révèle qu'il entra à Damas avec une idée de vengeance, il admet qu'il éprouvait une certaine satisfaction en voyant la ville tomber, en raison d'une part de l'histoire familiale qui lui était propre :
« Je suis à Damas. Ce nom évoquait pour moi, jeune garçon, des associations fabuleuses chaque fois que je le croisais dans les archives de ma famille. Jean Mongolfier, l'ancêtre lointain de ma grand-mère paternelle Louise, fut capturé lors de la deuxième croisade en 1147 et emmené à Damas. Il était un simple fantassin. Le peuple de Damas l’a contraint à travailler comme esclave dans l’une des usines produisant du papier à partir de coton. Le pauvre Jean travailla là pendant trois ans jusqu’à ce qu’il parvienne à s’échapper de la ville et, après d’innombrables périls, rejoignit l’armée des Croisés. Lorsqu'il retourna dans sa ville natale (en France) après une absence de dix ans, il construisit le premier moulin à papier d'Europe. N'est-ce pas un acte de suprême justice que le descendant d'un prisonnier des Croisades entre dans la ville sainte en conquérant triomphant ? »
Cela pourrait résoudre le différend : le général Mariano Goybet, et non Henri Gouraud, serait l'auteur probable des mots : « Nous voilà, ô Saladin. »,

### Relation avec la Turquie
Le 9 juin 1930, la délégation française, partie d’Istanbul pour Çanakkale à bord des ferries Marmara et Adnan, fut accompagnée par le général Henri Gouraud. Avant son départ, celui-ci déclara à la presse : « Je suis venu voir les courageux Turcs dans votre pays, que j’admire énormément, et constater les progrès réalisés en Turquie. Je suis très satisfait de l’accueil chaleureux qui m’a été réservé. »
Lors de sa visite, Gouraud remit une lettre en français à Mustafa Kemal Atatürk, exprimant sa gratitude pour l’attention portée à sa personne et sa satisfaction de participer aux commémorations de Gallipoli.
Dans un article consacré à la mort de Mustafa Kemal Atatürk, Charles de Chambrun rapporta un épisode marquant de la relation entre Atatürk et Gouraud. À la veille de l’inauguration du mémorial des martyrs de Gallipoli, à Ankara, Atatürk, en désignant la manche vide de l’uniforme de Gouraud, symbole de son héroïsme, murmura: « Son bras honorable, reposant sur le sol turc, est un lien extrêmement précieux entre nos deux nations. ».

### Gouraud et le colonialisme «humanitaire»
Selon l'historienne Julie d'Andurain, le général Gouraud fut un partisan du colonialisme humaniste : elle défend le fait que Gouraud, par son expérience auprès du général Lyautey, a perçu l'importance d'une colonisation qui n'était pas réduite à la simple colonisation ; il s'était rapproché du courant indigénophile qui prônait l'établissement de Protectorats plutôt que de Colonies. Au début de la carrière de Gouraud, Julie d'Andurain note aussi ses hésitations au sujet de la politique colonisatrice:
Son discours ne fait apparaître aucune trace de racisme, la notion même de race n’étant d’ailleurs pas encore employée systématiquement. Mais il reste empreint d’un très grand paternalisme. Il se sent responsable de « ses » tirailleurs, s’occupe de les habiller, de les former, de leur inculquer la culture européenne. Ce faisant, Gouraud estime non seulement faire son devoir, mais encore leur apporter ce qu’il y a de mieux. Il exprime pourtant quelques hésitations sur les bienfaits de la « civilisation » européenne transposée en Afrique. Non qu’il doute de sa supériorité, mais il se questionne ouvertement, plusieurs fois, sur l’utilité d’imposer aux populations rencontrées les modes de vie occidentaux, étant convaincu que la joie de vivre des Africains, décrite maintes fois, est une richesse.
Selon cette même historienne, Gouraud, initialement influencé par l'explorateur pacifiste Binger, évolue vers une vision plus autoritaire, justifiant la suppression des chefs noirs qu’il considère comme des tyrans et des esclavagistes : la « pacification » est perçue par Gouraud comme légitime uniquement lorsqu’elle s'exerce contre de grands chefs de guerre, et non contre les populations locales.
Cette violence excessive, incarnée par l'affaire Voulet-Chanoine ne représente pas la manière dont tous les officiers coloniaux traitent les populations. Des officiers comme Gouraud sont choqués par ces méthodes violentes, les jugeant indignes du comportement d'un militaire respectueux des règles de la guerre.

Lors de sa campagne contre le royaume de Syrie, en juillet 1920, Gouraud n'hésita pas à faire lâcher des tracts sur les villes de Damas, Alep, Homs et Hama pour justifier l'intervention française en Syrie. Il affirme que la France, puissance mandataire, n'a aucun désir de colonisation ou d'asservissement de la Syrie ; il défend la « mission civilisatrice » visant à garantir l'indépendance syrienne, à moderniser les infrastructures et à proteger les libertés individuelles, notamment des minorités. Il y met en garde les syriens contre les conséquences d'une guerre qu'il attribue à des minorités extrémiste au pouvoir à Damas. Il conclut son message par :
J'ai décidé de ne pas utiliser l'aviation pour combattre les populations non armées, à condition qu'aucun Français ni chrétien ne soit attaqué. Si des massacres devaient se produire, ils entraîneraient des représailles terribles […]. Tous ceux qui souhaitent sincérement la paix et la prospérité de leurs pays rejoindront la France, comme l'ont fait les courageux Libanais et bien d'autres.

Vive une Syrie libre et souveraine ! Vive la France !
Cette analyse se retrouve durant les troubles de Cilicie : voyant les éxactions des français et des arméniens à l'encontre des turcs, il aurait vite pressenti l'échec imminent de la campagne de Cilicie.

### Action en faveur de l’archéologie française au Moyen-Orient

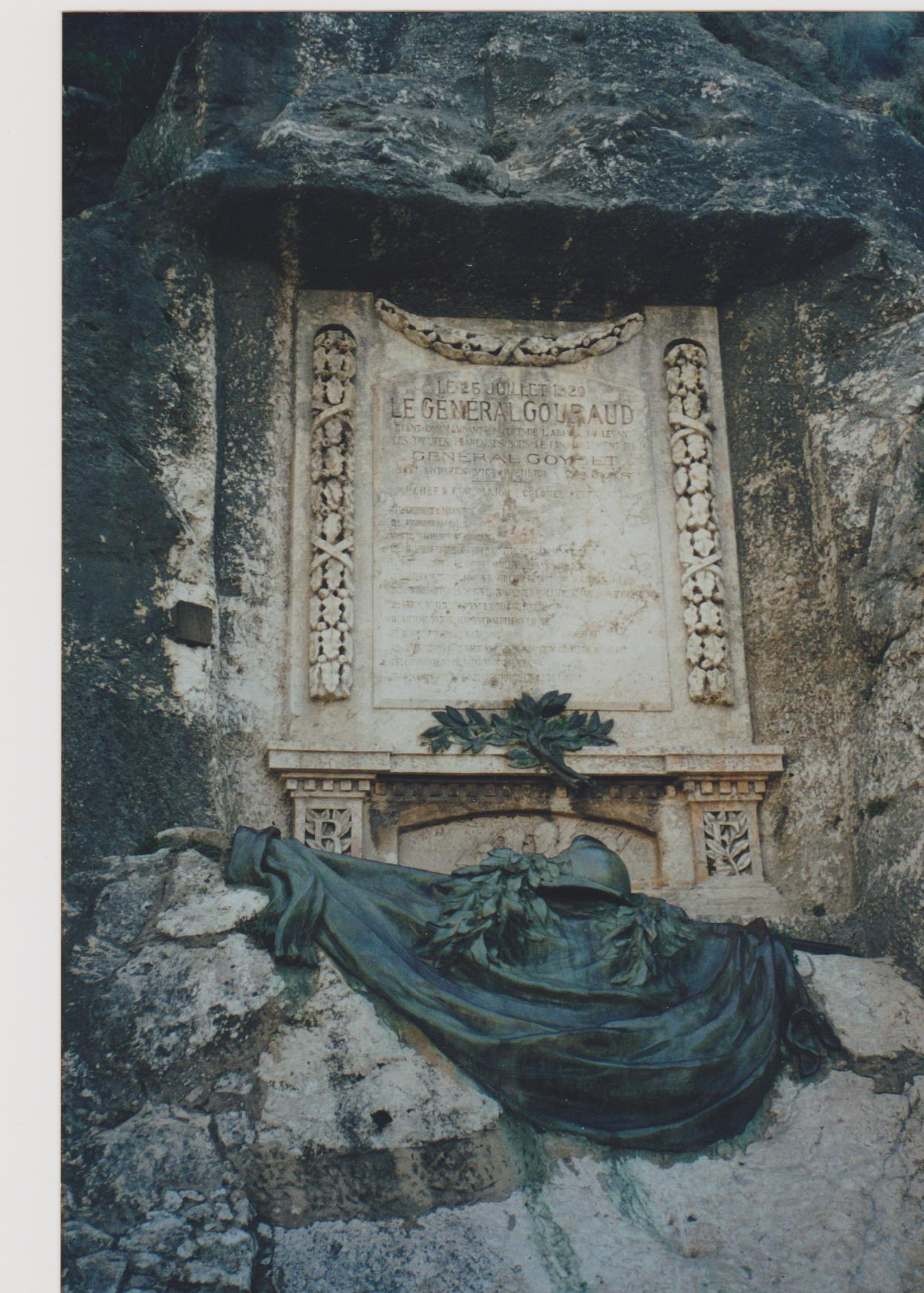
Stèle commémorant le passage des armées françaises et du général Gouraud le 25 juillet 1920 dans la vallée historique de Nahr-Al-Kalb, Liban.

Dès son arrivée à Beyrouth, Gouraud manifeste de l'intérêt pour l'action archéologique française en Orient. Il soutient le projet de création d'un Service des Antiquités de Syrie, rattaché à l'administration mandataire. Pour lui, poursuivre le travail de redécouverte des antiquités s'inscrit dans une perspective historique de l'action française à l'étranger. Il déclare, dans la préface de l'ouvrage Les travaux archéologiques en Syrie de 1920 à 1922 :

« C'est une tradition française qui se maintient ; quand la présence sur l’Euphrate de la colonie française permet à M. Cumont de relever ces admirables peintures de Salihiyé, quand est créé à Damas l'Institut Français d'archéologie et d'arts musulmans, nous ne faisons que suivre l'exemple des soldats français de l'expédition de 1860 auxquels Renan a rendu hommage et celui du Général Bonaparte au Caire. »

Gouraud charge Joseph Chamonard d'organiser le Service des Antiquités de Syrie, début 1920. Il sera épaulé par la « Mission archéologique permanente » en 1921. Il soumet à la Commission consultative pour les fouilles en Asie Occidentale (rattaché au ministère de l'Instruction publique et des Beaux-Arts) une série de textes et de décrets ; il veut moderniser et rationaliser le cadre légal de l'activité archéologique, et remplacer les anciennes législations ottomanes ; elles sont tombées en désuétude du fait de la disparition de l'Empire ottoman
Lors de son mandat au Levant, l’archéologie devient ainsi une priorité : les premières fouilles livrent des résultats prometteurs, et un Institut d’Archéologie et d’Art Musulman est installé dans le palais Azem à Damas. L’Académie des inscriptions et belles-lettres à Paris reconnaîtra plus tard son engagement en l’accueillant parmi ses membres,.
En juillet 1922, il inaugure le Musée de Beyrouth.

### Icône et symbole des Poilus
À son retour en France après la guerre, Gouraud devient un leader dans le monde des mutilés et un acteur majeur de la mémoire de la guerre. Il incarne l’idéal du soldat obéissant et respectueux, à la fois dans son comportement personnel et dans sa gestion des commémorations. Il est notamment impliqué dans la création du monument aux morts des armées de Champagne à Navarin, un projet qu'il soutient activement dès 1923, en tant que président d'honneur du comité de l’association. Ce monument, conçu pour honorer les soldats tombés en Champagne, symbolise l’unité entre la France et ses alliés, notamment les États-Unis, et devient un site de pèlerinage pour les anciens combattants et leurs familles.

Il se préoccupe de soutenir l'action de l'Association du souvenir aux morts des armées de Champagne. Dès l'association créée, il demande et obtient l'agrément du ministère de la Guerre pour la Fondation du Monument aux Morts des Armées de Champagne et Ossuaire de Navarin et sa reconnaissance comme association d'utilité publique (mai 1933). Toujours prêt à présider une cérémonie, incarnation de l'ancien combattant du fait de sa manche droite vide, les Parisiens lui témoignent de la vénération. Il fait alors de nombreux voyages : la Pologne en 1925, les Indes et les États-Unis en 1929, la Turquie en 1930, l'Afrique-Occidentale française en 1933.

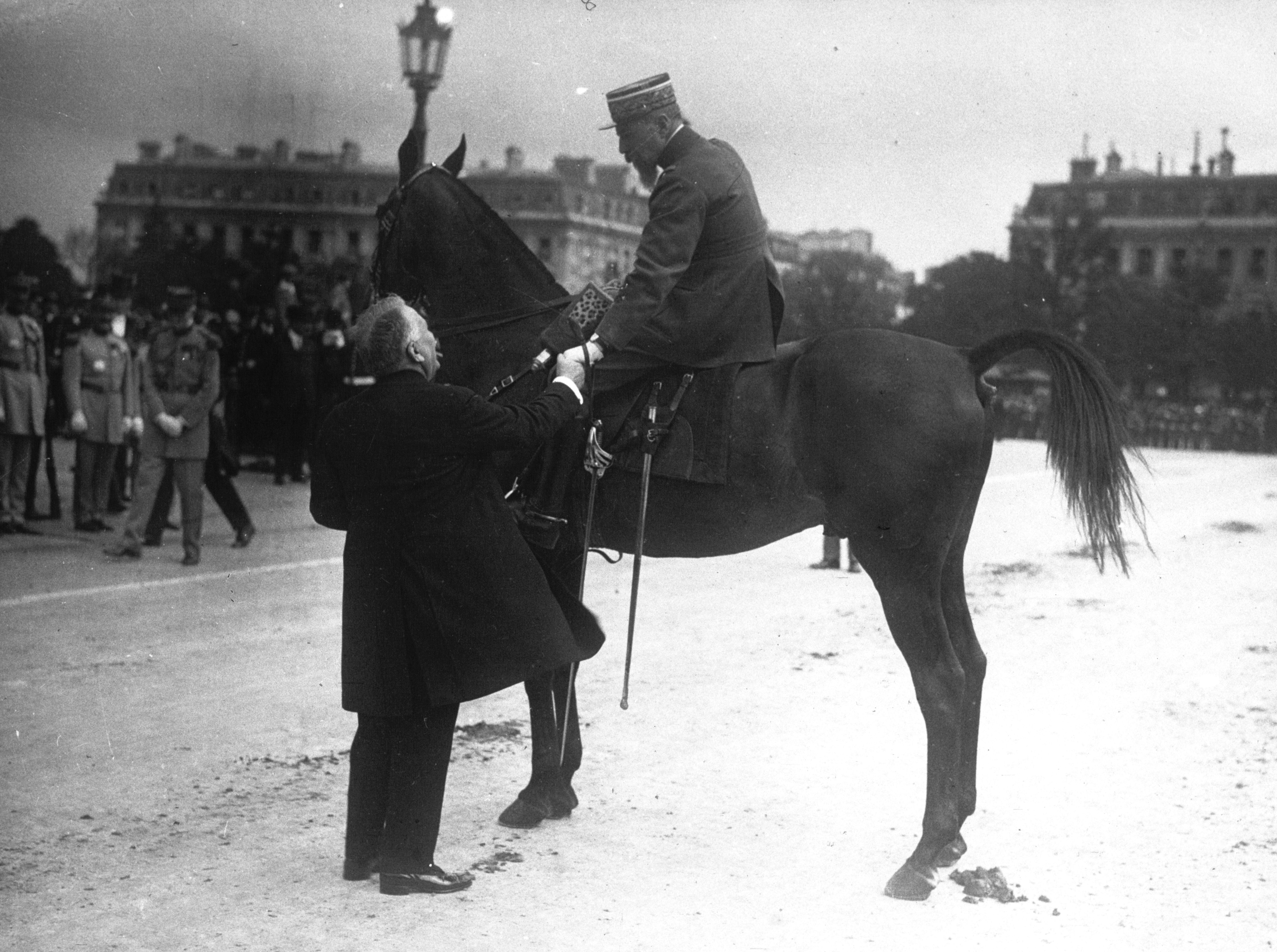
Lors du défilé du 14 juillet 1927, le président Gaston Doumergue serre la main du général Gouraud (à cheval).
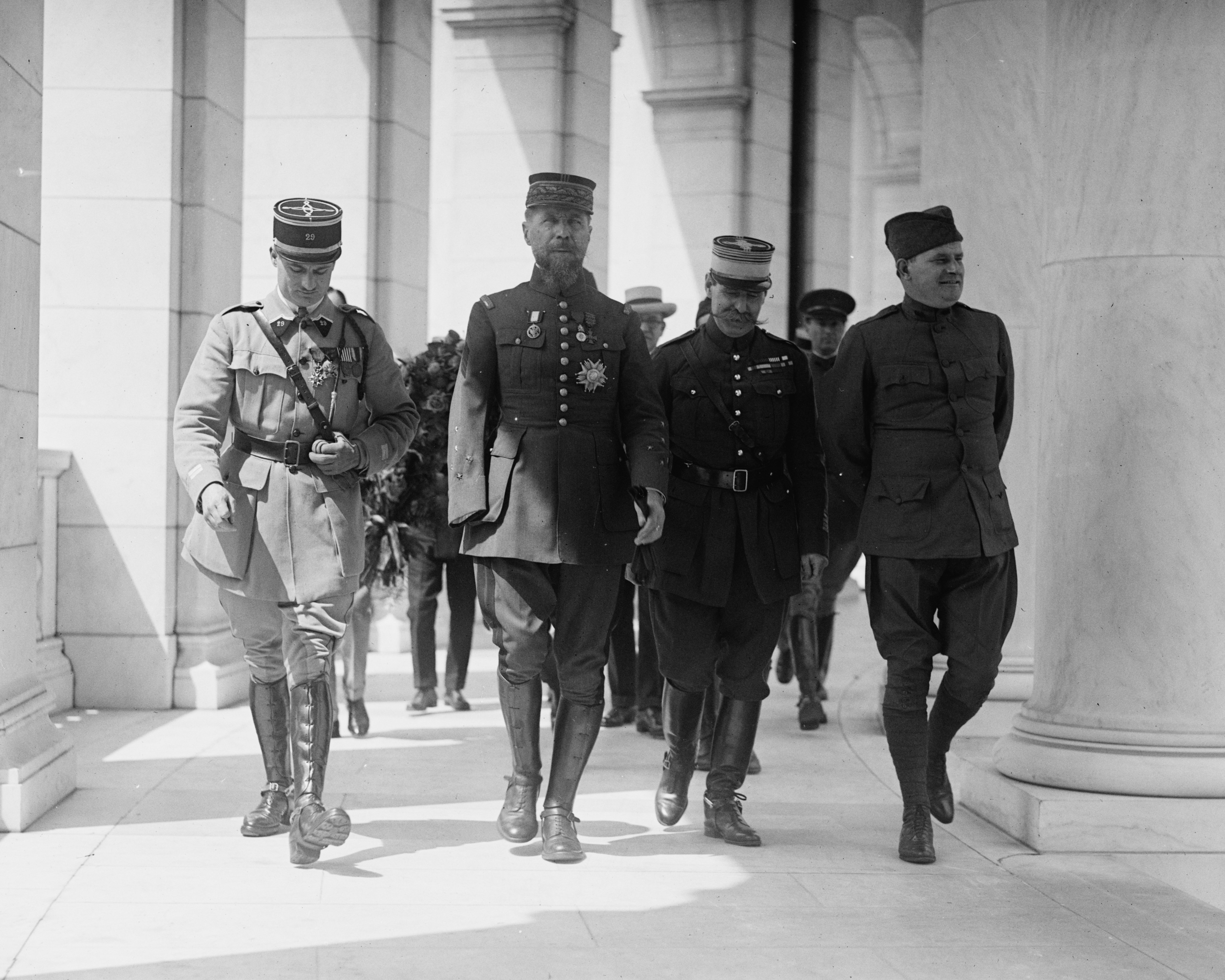
Le général Gouraud au mémorial d'Arlington (États-Unis), 6 juillet 1923.
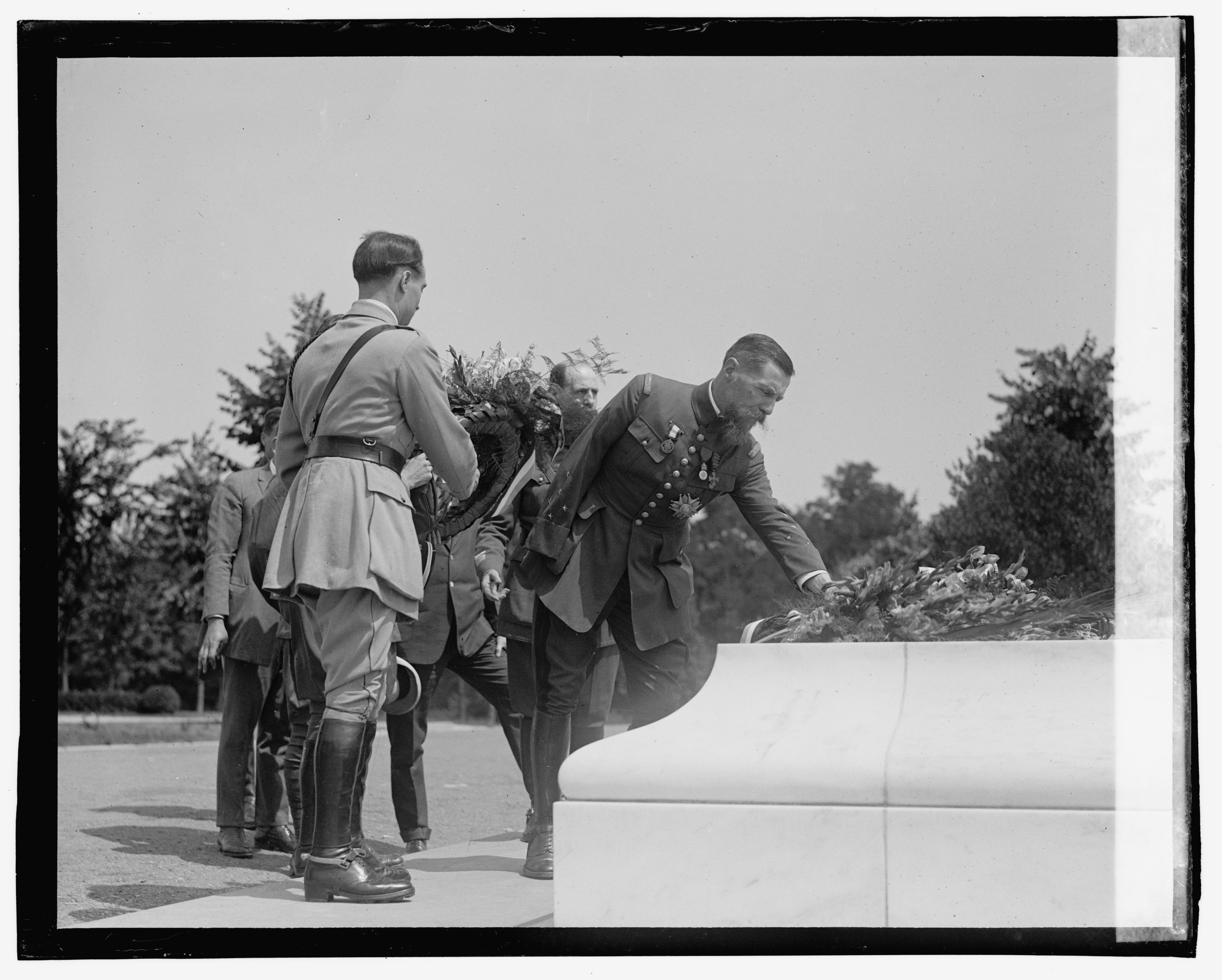
Gouraud à la tombe des soldats inconnus (États-Unis), 5 juillet 1923.

En réponse à la nécessité de codifier la mémoire de la guerre, Henri Gouraud s'engage résolument dans l'élaboration et l'accompagnement des mesures législatives visant à instituer des distinctions honorifiques, telles que la médaille commémorative d'Orient ou la médaille de la paix du Maroc.
Avant 1924, il avait déjà obtenu qu'une délégation composée de trois lieutenants ou sous-lieutenants accompagne systématiquement les funérailles de tout chevalier de la Légion d’honneur. Puis, en mai 1924, il étend cette règle en imposant que tous les soldats décorés de la Légion d’honneur, qu’ils soient de l’active ou de la réserve, soient accompagnés lors de leurs obsèques d’un officier, d’un sous-officier et de trois soldats. Cette initiative visait à éviter que les défunts ne tombent dans l’oubli, en luttant contre l’absence de délégation lors de leurs funérailles.
En tant que gouverneur militaire de Paris, il sollicite le chef de la musique de la Garde républicaine, Pierre Dupont, pour composer une sonnerie au clairon, qu’il fait exécuter pour la première fois lors du ravivage de la flamme sous l'Arc de Triomphe le 14 juillet 1931, en présence du ministre de la Guerre, André Maginot. L’année suivante, cette initiative est renouvelée en présence du nouveau ministre, Joseph Paul-Boncour, qui se réjouit de l'adhésion à cette proposition. Gouraud saisit alors l'occasion pour demander une reconnaissance officielle de cette sonnerie, afin qu'elle soit intégrée à l'instruction ministérielle du 18 juin 1912, qui régit les cérémonies d’hommage aux morts de la guerre. Le 11 août 1932, le ministre de la Guerre entérine la proposition, faisant de cette sonnerie un élément central des cérémonies militaires, destinée à préparer les esprits à la minute de silence.

## Distinctions

### Décorations françaises
- Médaille militaire (10 juillet 1915)[Note 3].
- Grand-croix de la Légion d'honneur (décret du 28 décembre 1918) ; grand officier par décret du 10 août 1914, commandeur par décret du 11 juillet 1909, officier par décret du 31 mai 1904, chevalier par décret du 18 octobre 1898[84].
- Croix de guerre 1914-1918 (4 palmes).
- Officier de l'Instruction publique ;  Officier d'académie en 1905[84].
- Médaille coloniale (agrafes Sénégal et Soudan, Maroc, Mauritanie et Adrar).
- Médaille interalliée 1914-1918.
- Médaille commémorative du Maroc.
- Médaille commémorative de la guerre 1914-1918.

### Décorations étrangères
- Grand-croix de l'ordre des Saints-Maurice-et-Lazare ( Royaume d'Italie).
- Commandeur de l'ordre du Nichan el Anouar ( France /  Djibouti).
- Commandeur de l'ordre de l'Étoile noire (17 mai 1900) ( France /  Bénin).
- Commandeur de Nichan Iftikhar ( France /  Tunisie).
- Army Distinguished Service Medal ( États-Unis).
- Croix d'argent de l'ordre de Virtuti Militari (1921)[85] ( Pologne).
- Ordre du Lion blanc ( Tchécoslovaquie).
- Ordre impérial et militaire de Saint-Georges ( Empire russe).

## Hommages

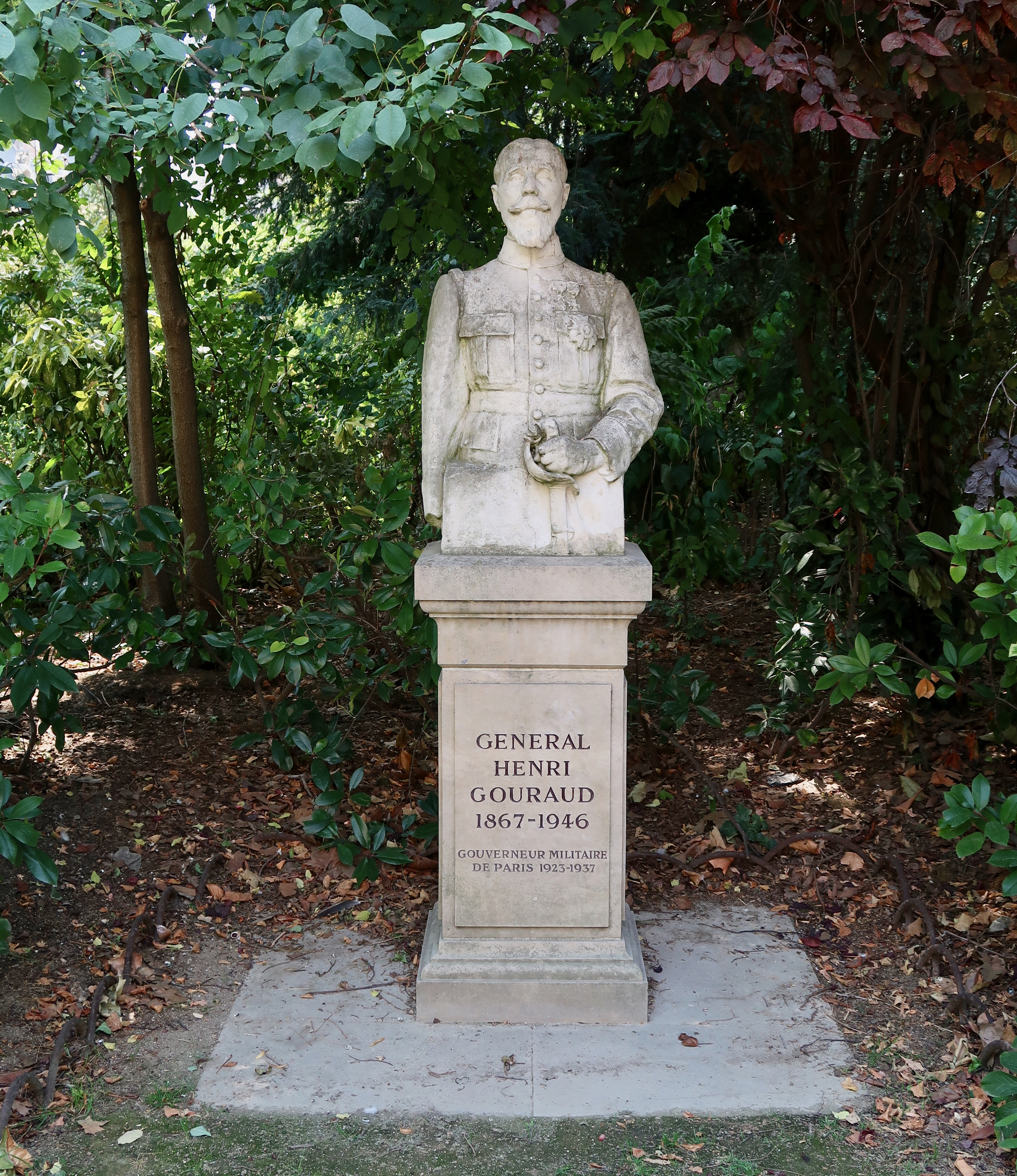
Monument à Henri Gouraud, square d'Ajaccio (Paris).

Plusieurs voies publiques et autres lieux sont nommées d'après lui en France : 
- à Paris, place du Général-Gouraud dans le 7e arrondissement ;
- à Lyon, rue Général-Gouraud dans le 8e arrondissement ;
- à Neuilly-sur-Seine , l'ancienne place du Château renommée place du Général-Gouraud par une délibération du conseil municipal du 28 novembre 1946 ;
- à Strasbourg, rue Général-Gouraud près du parc des Contades ;
- à Toulon, avenue Général-Gouraud ;
- rue du Général-Gouraud dans les villes de Suippes (Marne), Meudon (Hauts-de-Seine), Bourges (Cher), Obernai (Alsace), Guebwiller (Alsace), Marcq-en-Barœul (Nord), Sélestat (Alsace), Chamalières (Puy-de-Dôme), Calais (Pas-de-Calais), Reims (Marne) et  Montigny-lès-Metz (Moselle) ;
- Dans les années 1930, alors que le général est encore vivant, la Corniche du Collège Stanislas prend son nom pour devenir la Corniche Gouraud. Il y était passé pour préparer son entrée à Saint-Cyr.

Au Liban :

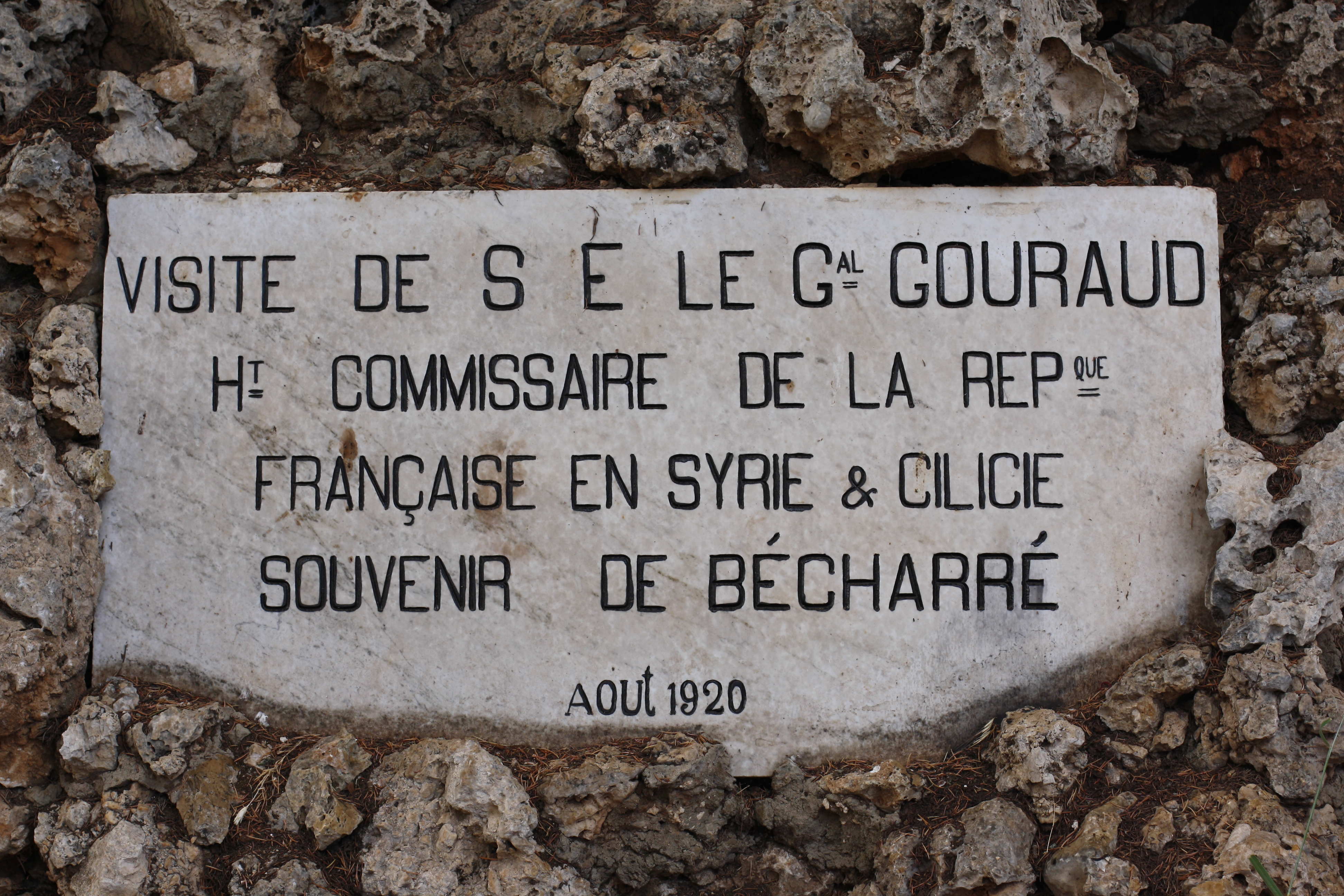
Plaque commémorative de la visite du Général Gouraud à Bcharré, Liban.

- à Beyrouth, rue Gouraud dans le quartier de Gemmayzeh ;
- à Baalbek, la caserne Gouraud détruite lors des bombardements israéliens au Liban[86].

Au Maroc : 
- dans la région d'Ifrane, à l'entrée d'une forêt à Azrou, un imposant cèdre porte le nom du Général-Gouraud, en arabe arz-Gouraud ;
- À Rabat, est fondé en 1919 le lycée Gouraud devenu ensuite lycée Hassan-II[87].

Au Salon des artistes français de 1927, le sculpteur Émile Guillaume exposa une buste en bronze du général Gouraud, gouverneur militaire de Paris (n° 3224). C'est un exemplaire en pierre de ce buste qui se trouve à Paris, square d'Ajaccio. Érigé à la demande de la famille du général, il fut inauguré le 19 avril 1989 par Jacques Chirac, alors maire de Paris.

## Publications

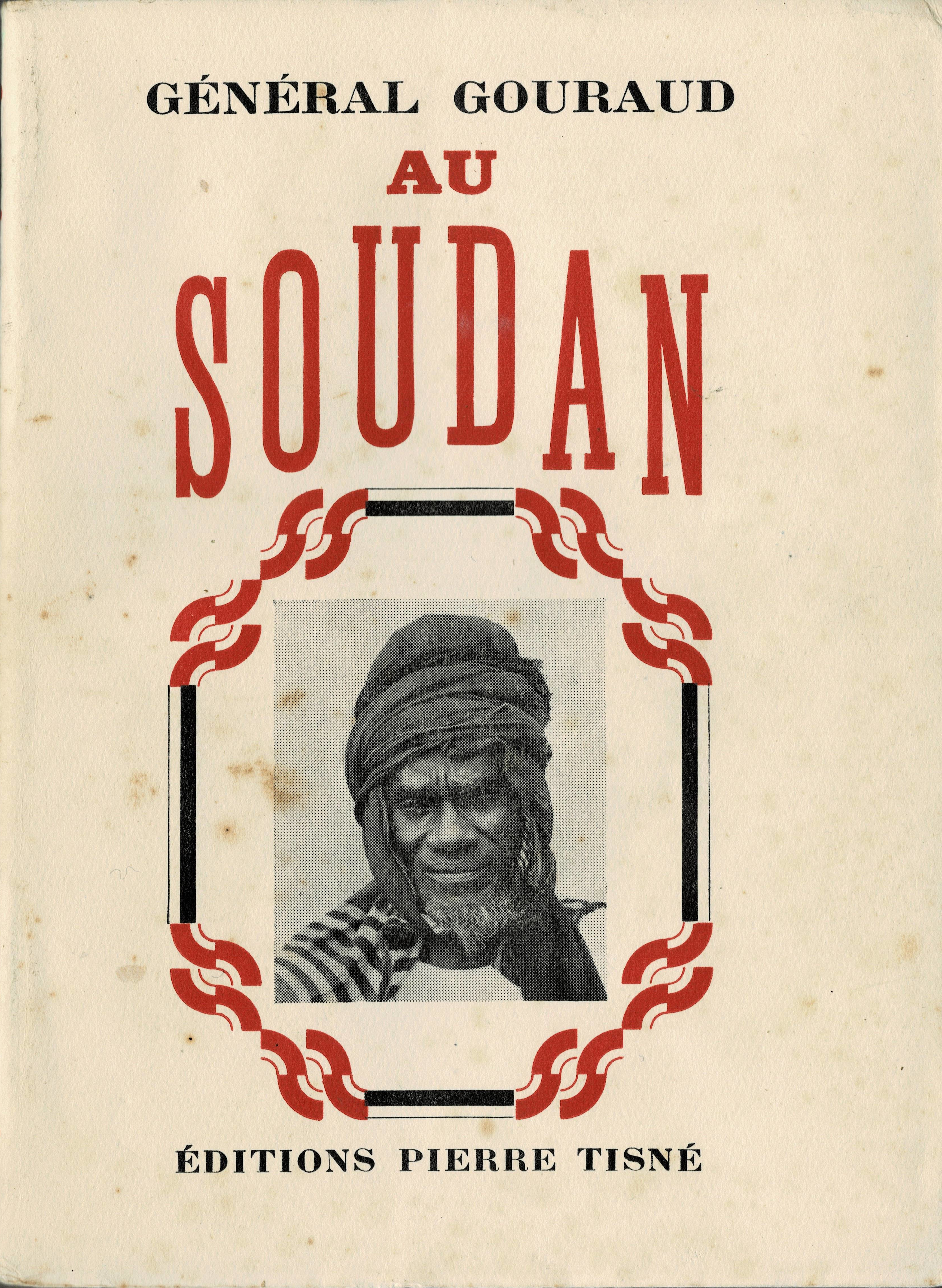
Couverture de Au Soudan.

- La Pacification de Mauritanie. Journal des marches et opérations de la colonne de l'Adrar, 1910. — (Consultable sur GALLICA).
- « La France en Syrie », Revue de France,‎ 1er avril 1922.
- Souvenirs d'un Africain : Au Soudan, 1939. — (Consultable sur GALLICA).
- Zinder-Tchad. Souvenirs d'un Africain, 1944. — (Consultable sur GALLICA).
- Mauritanie-Adrar, 1945. — (Consultable sur GALLICA).
- Au Maroc : 1911-1914, 1946.

Une classification des archives du général Henri Gouraud est disponible sur le site de la diplomatie française. Gouraud étant passionné de photographie, ses archives photographiques demeurent un exemple majeur de la représentation des sociétés dans les colonies françaises au début du 20e siècle.